# イタリア統一運動

1843年時点のイタリア
サルデーニャ王国
パルマ公国
トスカーナ大公国
両シチリア王国
ロンバルド＝ヴェネト王国
モデナ公国
教皇領
ルッカ公国

イタリア統一運動（イタリアとういつうんどう、イタリア語:Risorgimento リソルジメント）は、19世紀（1815年 - 1871年）に起こった、イタリア統一を目的とした政治的・社会的運動である。
中世以降、イタリアは小国に分裂し、各国家はオーストリア、スペイン、フランスの後ろ楯で権力争いが行われていた（イタリア戦争）。19世紀の初頭にイタリアは、他の多くの欧州諸国と同じく、ナポレオンの勢力圏に入り、諸改革が行われた。ナポレオン没落後はオーストリア帝国の影響の下で旧体制が復活したが、カルボナリやマッツィーニの青年イタリアを中心とした勢力により、イタリアの統一と封建制度の打倒が目指された。
1848年革命に伴う「ローマ共和国」がフランスの介入で失敗した後は、サルデーニャ王国を中心としてオーストリア帝国に対するイタリア統一戦争 (Guerre d'Indipendenza Italiane) が行われ、オーストリア支配下のロンバルディア（旧ミラノ公国）がサルデーニャ王国に併合された。また、トスカーナ、エミリア＝ロマーニャ、ウンブリアなど中部イタリアは住民投票によってサルデーニャ王国へ併合されることが決められた。この時の各勢力の旗には、現在のイタリア国旗である、緑白赤の三色旗を基本としたものが用いられた。その後ジュゼッペ・ガリバルディは、私設軍隊である千人隊を率いてシチリア島に上陸し、最終的には南イタリアの両シチリア王国を征服した。彼はこの功績により国民的英雄とされた。
1861年にはイタリア王国が建国され、統一は一応の完成を見る。1866年には普墺戦争に乗じてヴェネト、1870年には普仏戦争に乗じてローマなどの教皇領の残りを併合して半島の統一は終了するが、イタリア人（イタリア系の文化を持つ者）が住む土地全てを統一の対象としたこの運動において、未回収地の併合はその後も政治課題として残った（イレデンタ回収主義）。最終的に未回収のイタリアがイタリア王国に統合されるのは、第一次世界大戦におけるイタリアの戦勝の後であった。

## 語源と期間
リソルジメントの語源はカミッロ・カヴールが発行した新聞『イル・リソルジメント』(il Risorgimento) である。この言葉はイタリア語でri + sorgere + mentoに分けることができる。それぞれ、再び、昇る（発生する、立ち上がる）、事（-mentoは動作を名詞化する）を指し、リナシメント (Rinascimento：ri + nascere + mento)、すなわちルネサンスの「再び、生まれる、事」に対応する。
リソルジメントの起源については、統一直後はウィーン体制以降とする見方であったが、近現代のイタリア史の研究者の間では18世紀後半の啓蒙主義の時代にまで遡るとする解釈、またはフランス革命およびその後のナポレオンによるイタリア統治を出発点とする見方がなされている。イタリア統一は1870年の普仏戦争の際のイタリア王国軍によるローマ占領でほぼ完了した。

## 背景

1796年のイタリア
サルデーニャ王国
ジェノヴァ共和国
トレント司教領
ヴェネツィア共和国
パルマ公国
モデナ公国
ルッカ共和国
トスカーナ大公国
教皇国家
ナポリ＝シチリア王国

### 中世以降のイタリア
5世紀の西ローマ帝国の滅亡以来、イタリアとよばれた地域、つまりイタリア半島と、その付け根のアルプス以南の大陸部分、サルデーニャやシチリアなどの島々は、ゲルマン人や東ローマ帝国、イスラム勢力などの外来勢力に分割され、統治されてきた。
11世紀から13世紀にかけて、イタリアでは次第に都市国家が発達するようになった。この体制はルネサンス時代に絶頂に至るが、16世紀後半から17世紀にイタリアは深刻な経済的・社会的衰退に陥り始めた。教皇国家を含むイタリア諸国は列強国（とりわけハプスブルク家の神聖ローマ帝国・スペインとヴァロワ朝/ブルボン朝のフランス）の代理戦争の場と化した。
18世紀に入るとフランス、ドイツ、イギリスで啓蒙思想が高まり、ピエモンテ公国をはじめとするイタリア諸国でも啓蒙主義改革が行われ、特にトスカーナ大公国ではヨーロッパで最も先進的な改革が実施されている。
18世紀末時点のイタリアにはサルデーニャ王国、ジェノヴァ共和国、トレント司教領、パルマ公国、モデナ公国、ヴェネツィア共和国、トスカーナ大公国、ルッカ共和国、サンマリノ共和国、教皇国家そしてナポリ＝シチリア王国が分立しており、旧ミラノ公国など一部はハプスブルク帝国の支配下にあった。

### ナポレオン体制
1789年のフランス革命の勃発はイタリアの知識層にも影響を与え革命運動を活発化させ、革命家たちは「ジャコビーノ」（ジャコバン主義者）や「パトリオット」（愛国者）と呼ばれた。2度にわたってイタリアに侵攻したナポレオンはオーストリア軍およびイタリア諸国軍を破って半島部を征服し、ピエモンテ、トスカーナ、ローマをフランスに併合した。また、北東部から中部にはイタリア王国を建国させ養子のウジェーヌ・ド・ボアルネを副王に任命し、南部のナポリ王国には親族（兄のジョゼフ・ボナパルト、次いで妹婿のジョアシャン・ミュラ）を国王となし、フランス帝国の衛星国とした。
ナポレオン覇権下のイタリアでは旧体制（アンシャン・レジーム）を撤廃すべく、行政・税制諸改革が行われ、ナポレオン法典が導入された。この経験から、イタリア知識層の中に統一意識が芽生えるようになる。その一方で、ブルジョワ層が目指す社会改革は、農民をはじめとする大衆の利益には必ずしもつながらず、強い抵抗を引き起こしている。
1813年から1814年のナポレオン体制の崩壊とともに、それまでナショナリズム感情を利用して王位を維持していたフランスの衛星国家では反政府蜂起が引き起こされた。1814年にナポリ王のジョアシャン・ミュラ（ジョアッキーノ1世）はナポレオンを見限ってオーストリアと同盟し、イタリア副王ウジェーヌ・ド・ボアルネと敵対した。ナポレオンが退位するとウジェーヌは領土をオーストリアに引き渡し、イタリア王国は崩壊した。

翌1815年に百日天下でナポレオンが復位するとミュラはナポレオンの側についてオーストリアに宣戦布告し、イタリアの自由主義者たちに外国勢力を駆逐してイタリア統一を成し遂げようと呼びかけたが、応じる者は少なく敗北して処刑されている。

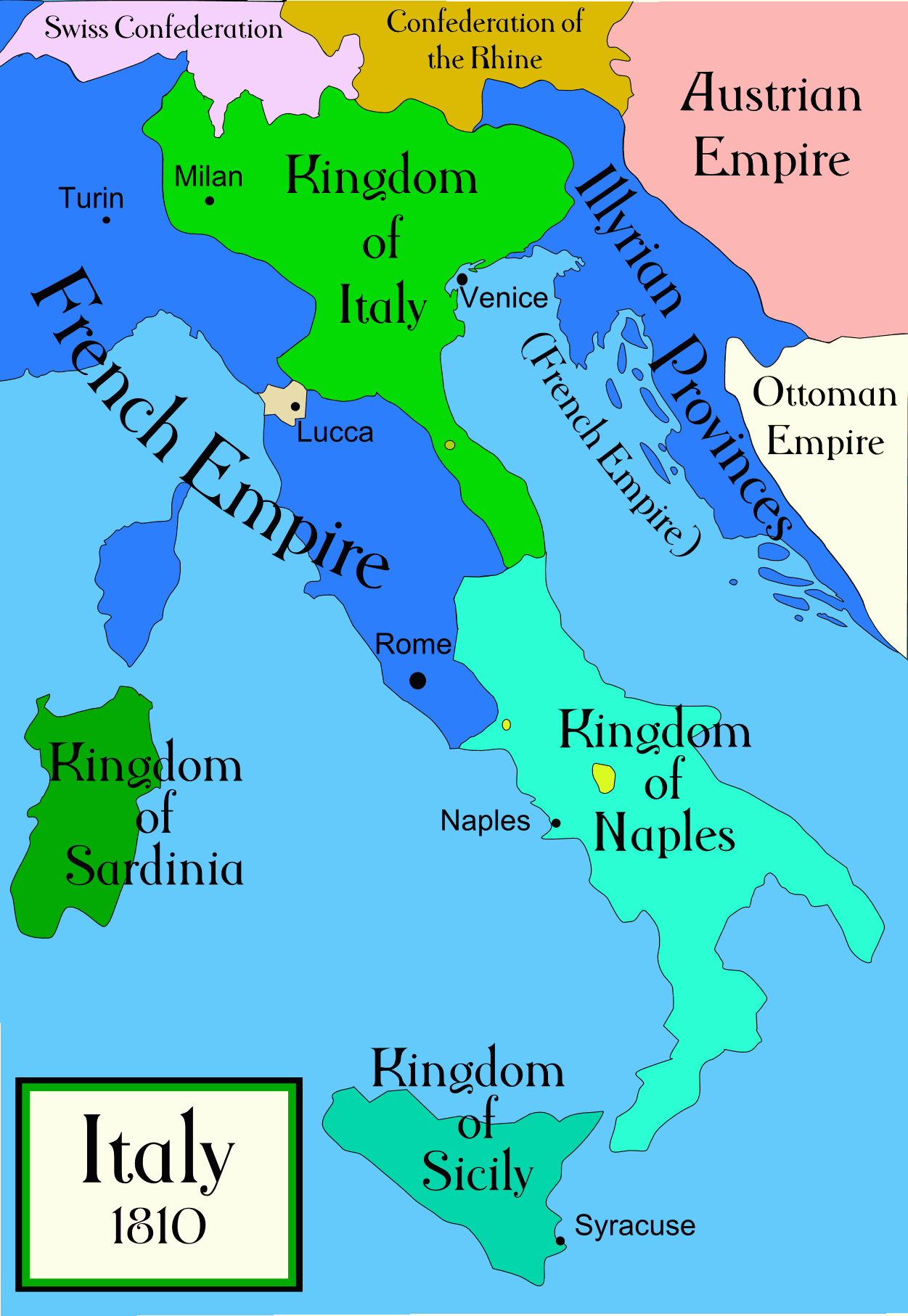
1810年のイタリア
フランス帝国領および衛星国
フランス帝国直轄地
イタリア王国
ルッカ・エ・ピオンビーノ公国
ナポリ王国 フランス帝国勢力外
サルデーニャ王国
シチリア王国

### ウィーン体制

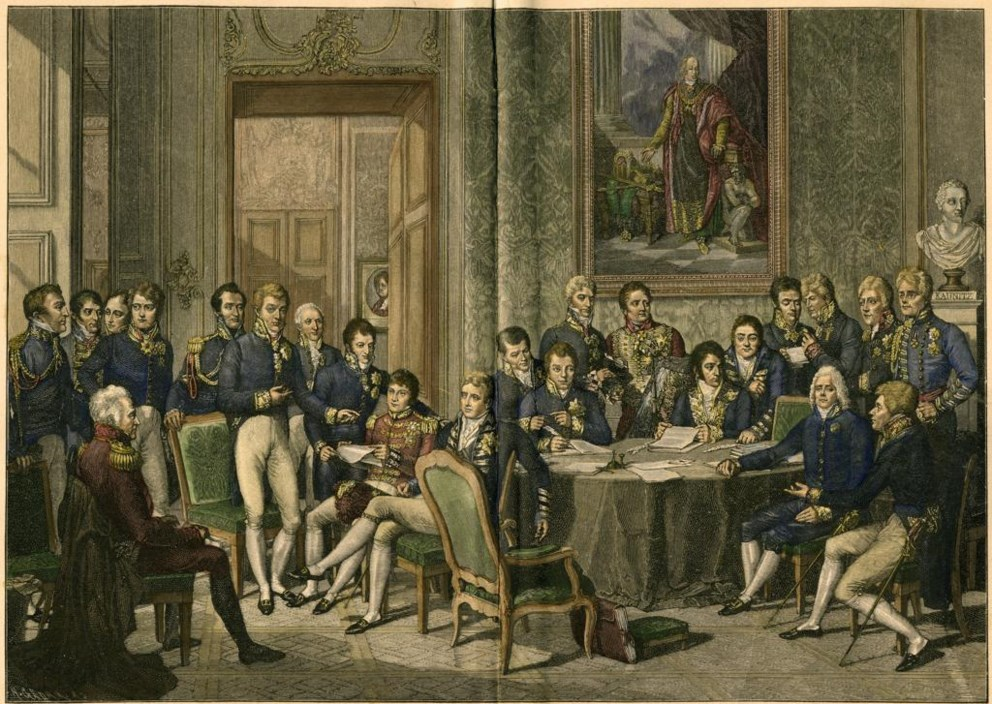
ウィーン会議
ジャン＝バティスト・イザベイ画。1815年

ナポレオンの敗北後にオーストリアで開催されたウィーン会議（1814年-1815年）では欧州大陸の再編が話し合われた。イタリアについてはナポレオン以前の諸国が再建され、列強国（特にオーストリア）の直接または間接的支配下に置かれた。
ウィーン体制下のイタリアでは、オーストリア帝国に属する北東イタリアのロンバルド＝ヴェネト王国、北西部のピエモンテとサルデーニャ島を支配するサヴォイア家のサルデーニャ王国、中部イタリアには教皇国家、トスカーナ大公国、モデナ公国、パルマ公国、マッサ・カッラーラ公国（1829年にモデナ公国に併合）、ルッカ公国（1847年にトスカーナ大公国に併合）、サンマリノ共和国、そして南イタリアにはブルボン家の両シチリア王国が成立した。1859年までこの枠組みに大きな変更はなかった。（冒頭地図参照）
これらの復古政府はナポレオン体制下での行政や法制度を概ね引き継いでいたが、サルデーニャ王国やモデナ公国では反動的な政策が取られた。
この当時、イタリア統一に向けての闘争は、主に北イタリアを支配していたために最も強大な障害となっていたハプスブルク家のオーストリア帝国に対するものである。オーストリア帝国は、帝国の他の領域に対するのと同様に、イタリア半島において発達しつつあったナショナリズムを弾圧した。ウィーン会議を主宰したオーストリア宰相クレメンス・メッテルニヒは「イタリアという言葉は地理上の表現以上のものではない」と言明している。

## 初期の革命闘争

### 秘密結社の出現

カルボナリの旗

ウィーン体制成立後、復活したイタリアの諸邦はおおむねナポレオン体制下に導入した社会制度を維持した一方で、復古王政は革命の再来を恐れて立憲主義者や自由主義者を政治的に弾圧した。これはイタリア各地で秘密結社の結成を招き、イタリア統一運動初期においての原動力となった。
もっとも、こういったイタリア民族の独立や自由、立憲や解放を望む秘密結社はウィーン体制よりはるか前から出現していた。1770年代には正当なフリーメイソンのイタリア流入が推察され、1780年代にはバイエルン選帝侯領で生まれたフリーメイソンの一分派イルミナティの支部の存在がミラノやナポリで確認されている。またフランス革命が進行するにつれてジャコビーノ派(イタリアのジャコバン派)によってイタリア各地にジャコバン＝クラブが作られ、各地域で共和政の樹立を試みられた「ジャコビーノ革命」が起こり弾圧の対象となっていた。1796年頃には北イタリアの完全独立を目指す「黒色連盟」の存在が知られ、それはやがて1798年に結成された秘密結社「ラッジ協会」（後に「チェントリ」に改称）に吸収されたと言われる。黒色連盟やラッジ協会はイタリアの民主主義を弾圧しイタリアの民族感情を無視したやり方でイタリアを統治するナポレオンに反発して生まれたもので、それと同様のものは騒擾も厭わない過激派組織「アミーチ・デル・ポーポロ」などがある。またナポレオン体制は伊・仏両国のジャコバン派の協力を促し秘密結社運動を促進させたが、1800年代初頭にブザンソンで結成された秘密結社「フィラデルフ」はその先駆で、母体はフランス軍の反ボナパルト分子でありながらフィリッポ・ブオナローティなどイタリア人も参加した。

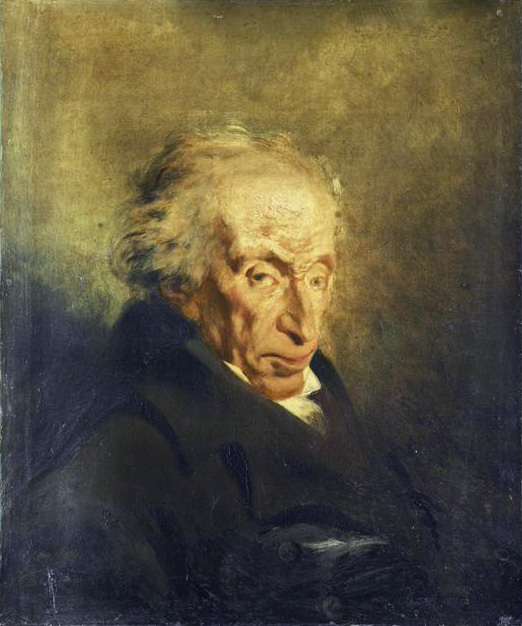
フィリッポ・ブオナローティ
フランスに帰化したがカルボナリに代表される数々の秘密結社を組織し、イタリア統一運動初期の黒幕的存在であった。

やがてフィラデルフの姉妹結社「アデルフィア」がジュネーヴを拠点として北イタリアに勢力を伸ばすも、1818年にはブオナローティ指導下の秘密結社「スプリーミ＝マエストリ＝ペルフェッティ」に吸収された。これは他の秘密結社の上位に立つ結社で、ピエモンテやロンバルディアの「フェデラーティ」、ロマーニャの「トゥルバ」など小規模結社を指揮下に収めた。また中部イタリアではカトリックの立場からナポレオンに反発する秘密結社「グェルフィーア」が生まれ、これは後に上記したラッジ協会に吸収された。
このような秘密結社が乱立する中で、統一運動初期に最も影響力があった革命家グループは19世紀前半に南イタリアで結成された秘密結社カルボナリ（炭焼党）である。平等と民主主義を標榜する、そのメンバーたちは中産階級や知識人が中心であったが、それ以外の階層の参加もあった。北部や中部にも勢力を拡大し、党員は30万人に達したとされる。この秘密結社は統一運動初期における闘争の中核勢力となり、ピエモンテ革命やナポリ革命に参加した革命家の多くがカルボナリのメンバーであった経歴を有している。女性の場合はカルボナリには直接関与せず、ジャルディニエーレ協会という姉妹結社を設立し彼女たちも初期の革命闘争に加担した。また、少し遅れて1830年代にはアポファジーメニが結成され、カルボナリに次ぐ影響力を持って中部イタリア革命などに貢献した。これら二つの組織はやがて、青年イタリアへと結びつく事になる。
また、結成された秘密結社は必ずしも自由主義や立憲主義のものばかりではなく、教皇権を絶対視するものや保守主義を掲げる右翼的なものも存在した。1782年頃にピエモンテに存在した「アミチーツィア＝クリスティアーナ」や「ソチエタ＝デル＝クオーレ＝ディ＝ジェス」、ナポリ王国の「カルデラーリ」、1819年頃に結成された秘密結社「サンフェディスティ」などが代表的で、これらは復古政府や各君主からも半ば公認の結社だった。ナポレオン体制下では反ナポレオン・反フランスという点で左右両翼の秘密結社間にも目的の一致があったものの、ウィーン体制以降は民主化や近代化への思想の違いから両者は対立。右翼的結社は復古政府と通じて左翼的結社を弾圧し、結果としてナポリ王国ではカルボナリの中でも武力行使を辞さない「デチージ」などの結社に繋がった。また、政府側が神聖同盟などを通じて国際社会との結びつきを強めていく中、秘密結社もまたドイツやフランスの結社と連携して国際的な繋がりを強めた。
このようにしてイタリア統一運動初期は、左翼右翼に関わらず主に秘密結社が情勢のカギを握っていた。

### ナポリ革命とシチリア革命

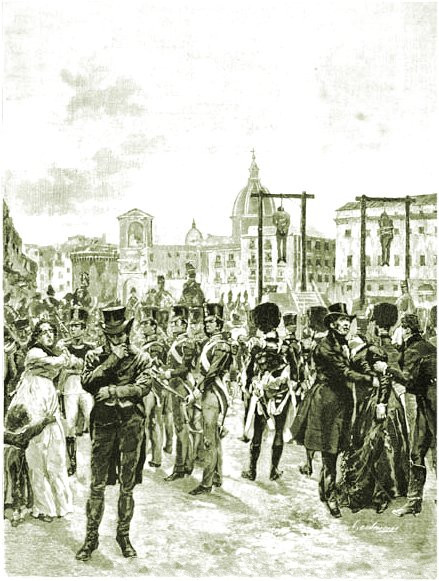
1822年9月12日、ナポリ革命の指導者は絞首刑となった
1889年 Edoardo Matania画

南イタリアのナポリ王国とシチリア王国はスペイン系ブルボン朝の統治下にあった。ナポリ王国はナポレオンに征服されてフランスの衛星国になったが、シチリア王国はイギリスの庇護のもとにブルボン朝が支配権を保持した。ナポリ王国では封建制が撤廃されて、近代的な官僚制度の整備がすすめられ、不徹底で問題を多く残したが農民に土地を分配する土地改革も行われた。シチリア王国ではイギリスの影響のもとで立憲主義が採用され、封建制の廃止と憲法の制定・議会の設置が行われた。ウィーン体制のもとでナポリ王国にブルボン朝が復活すると、両国を統合した両シチリア王国がつくられ、これに伴いシチリア王国の憲法も破棄されてしまい、法令制度もナポリのものがシチリアに押し付けられ、シチリア人の反発が生じた。
1820年1月にスペインで立憲革命が発生し、蜂起した革命派軍人はスペイン王フェルナンド7世に1812年憲法の復活を承諾させた。同年7月、スペインの革命に触発されたカルボナリの党員ルイージ・ミニキーニ司祭に指導された両シチリア王国軍騎兵連隊が蜂起し、これにグリエルモ・ペペ将軍の師団が加わり、各地でカルボナリが蜂起して反乱が拡大した。この結果、国王フェルディナンド1世はスペイン憲法と同一の憲法の発布を余儀なくされた。無血クーデターを成功させた革命派は新政府を組織して王国の半島部分を制圧する。
反乱はシチリア島に飛び火し、パレルモを中心に民衆暴動が発生した。シチリアの反乱勢力は独自の統治委員会を設置してナポリからの分離を要求したが、内部分裂から統一した行動が取れず、短期間でナポリ政府軍によって制圧された。
これらの事態を脅威と判断した神聖同盟の会議が開かれ、会議に招請された両シチリア王フェルディナンド1世が新政府を裏切って介入を要請したことにより、オーストリアは武力干渉を決定する。ナポリの革命政府では内部対立が起きており、ナポリ政府軍はオーストリア軍の侵攻に抵抗することができず壊滅してしまった。フェルディナンド1世は憲法と議会を廃止し、革命家たちを迫害した。南イタリアのカルボナリは衰退し、歴史家ミケーレ・アマーリを含むシチリアの革命支持者たちの多くが亡命を余儀なくされている。

### ピエモンテ革命
サルデーニャ王国はウィーン会議によって旧ジェノバ共和国領を併合して領土を増やしており、その中心地はサルデーニャ島ではなく大陸部ピエモンテ地方のトリノにあり、ピエモンテ国家とも呼ばれる。保守貴族層が支配するサルデーニャ王国では復古政府の成立以降、反動的政策が取られていた。1821年3月にピエモンテのアレッサンドリアで蜂起したサントッレ・ディ・サンタローザを指導者とする自由主義将校団は憲法の制定とともに北イタリアからのオーストリアの排除を目標とした。この革命にはフィリッポ・ブオナローティの秘密結社が関与している。この蜂起で兵士たちはチザルピーナ共和国（ナポレオン体制下で短期間存在した共和国）の緑・白・赤の三色旗を用いた。
国王ヴィットーリオ・エマヌエーレ1世はカルロ・アルベルト公を摂政に指名して退位し、カルロ・アルベルトは革命派将校に譲歩して憲法制定に同意した。だが、第一王位継承者のカルロ・フェリーチェはこれを認めず、軍隊を動員するとともに神聖同盟に援助を求めた。オーストリア軍がピエモンテに侵攻し、一般大衆からの支持を欠いた革命は1カ月程で鎮圧された。サンタローザをはじめとするピエモンテの革命家たちは亡命し、帰国して即位したカルロ・フェリーチェは反動的な統治を行うことになる。

### 反動弾圧の時代

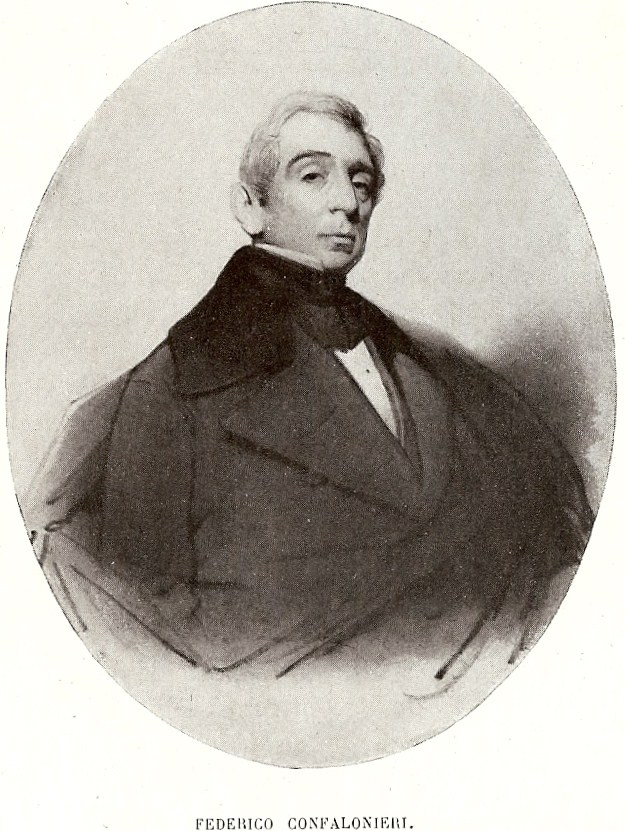
開明貴族としてフェデラーティを指揮したフェデリーコ・コンファロニエリ

両シチリア王国そしてピエモンテでの革命瓦解の後、イタリアは反動の時代を迎えた。シチリア島では革命以前よりもカルボナリの活動が活発化したが、激しい弾圧が加えられてそれは当地域の風土的産物とも言える山賊に追い込まれるように溶け込んでいった。1828年南イタリアではフィラデルフのアントニオ・マリア・デ・ルカ主導で「チレントの暴動 (1828年)」が起こされるが、これも両シチリア王国の警察大臣フランチェスコ・サヴェーリオ・デル・カレットによってすぐさま弾圧された。
サルデーニャ王国でもシチリア島ほどではないが政治弾圧が実施され、のちに穏健派の代表格となるチェザーレ・バルボのような者でさえ亡命を余儀なくされた。教皇国家では極右カトリック「ヅェランティ」の首領であったレオ12世が教皇に即位し政府が右翼系結社サンフェディスティと結んでカルボナリを弾圧。枢機卿アゴスティーノ・リヴァローラがその弾圧を主導してアンジェロ・タルギーニやレオニーダ・モンタナーリが処刑された。モデナ公国でも弾圧が苛烈化し、ジュゼッペ・アンドレーリオの処刑を皮切りにアントニオ・パニッツィなど多くの愛国者が亡命を余儀なくされた。だがこの反動の時代で注目すべきは、オーストリア帝国支配下のロンバルド＝ヴェネト王国であった。
ロンバルド＝ヴェネト王国は初め高圧的な思想統制は行われず、代わりに政府の手で文学者たちに『ビブリオテーカ＝イタリアーナ』誌を刊行させ、この中でのドイツ文学の紹介を通じて緩やかな文化的統合、イタリア文化への固執を止めさせることを狙った。しかしこれは却って一部文学者の反発を招き、1818年には本誌を脱退したシルヴィオ・ペッリコやジョバンニ・ベルシェが中心となって『コンチリアトーレ』誌が創刊された。ロンバルディアの開明貴族として秘密結社フェデラーティを指揮していたフェデリーコ・コンファロニエリや起業家ルイージ・ポロ・ランベルテンギが創刊を支援した同誌は、内容は決して革命的ではなかったもののわずか一年で発刊を禁止された。
というのも1818年末、コンチリアトーレに協力していたピエーロ・マロンチェッリが弟に宛てた手紙が当局に発見された。その内容は創刊者ペッリコのカルボナリ入党の儀についてであり、これによりマロンチェッリとペッリコはその他ジャン・ドメニコ・ロマニョーシに代表されるコンチリアトーレ関係者数名とともに逮捕され、裁判で有罪判決を受けていたのである（ペッリコ・マロンチェッリ裁判）。これがロンバルド＝ヴェネト王国での政治弾圧の苛烈化の引き金となり、ピエモンテ革命発生後はロンバルディアの愛国者たちがそれに連携しようとしている事を当局が察知、1822年にはフェデリーコ・コンファロニエリ伯以下秘密結社フェデラーティの主要メンバーなどが逮捕された。1824年までにはロンバルド＝ヴェネト王国の愛国者はほぼ一掃され、逮捕されたものの多くが死刑判決を受けた。

### トスカーナの自由主義

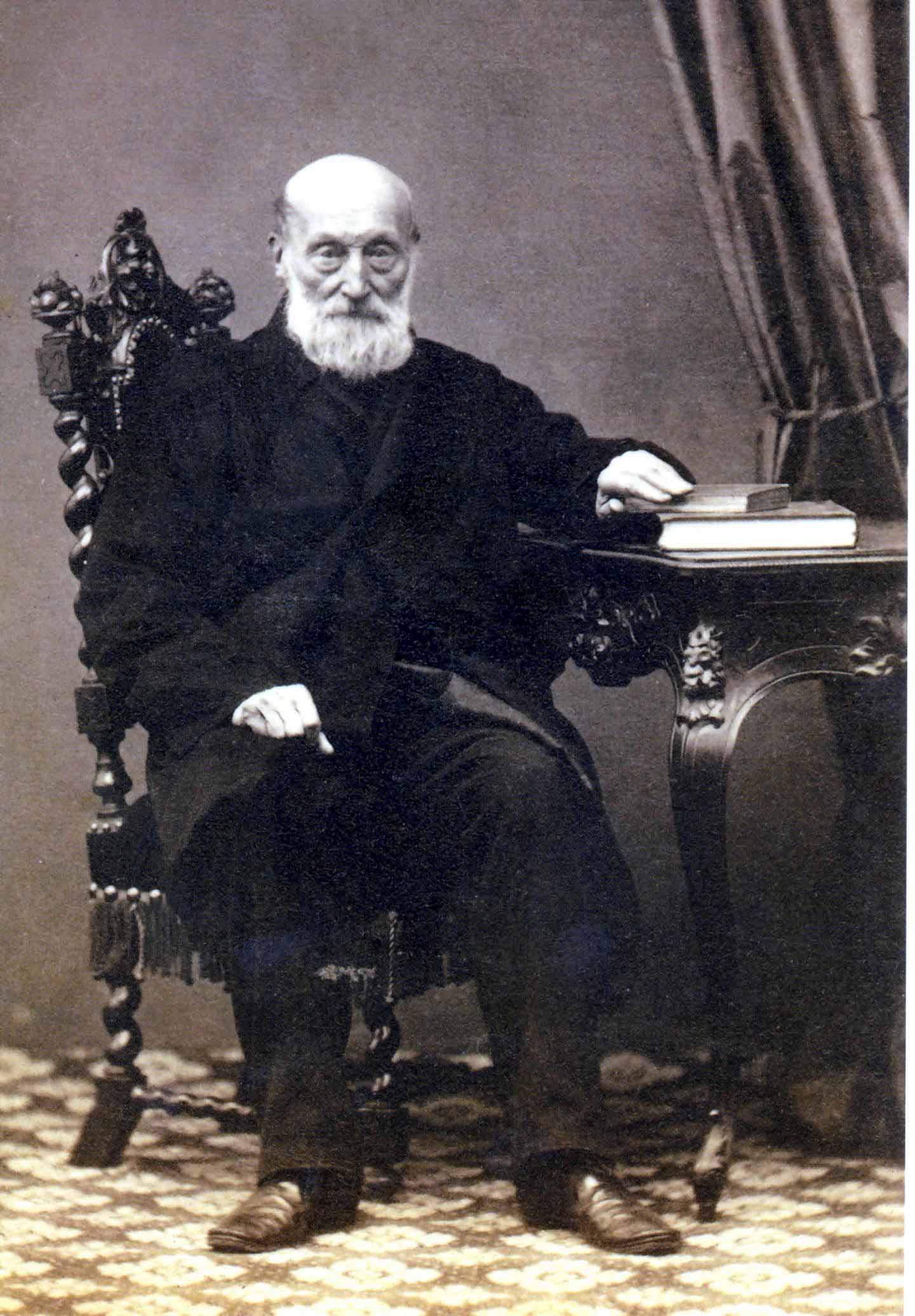
ジョバン・ピエトロ・ヴュッソー
トスカーナ大公国の知識啓発で大きな役割を果たした。

1820年代はイタリアの愛国者にとっては弾圧つまり暗黒の時代であった。しかしそれにも例外があった。それがルッカ公国とトスカーナ大公国である。ルッカ公国では1824年にルッカ公となったカルロ・ルドヴィーコが寛大な善政を敷き、フランスの反対を押し切ってボナパルティストを国内に迎え入れた。
一方トスカーナ大公国では、大公フェルディナンド3世と宰相ヴィットーリオ・フォッソンブロニの開明的施策のもと、さらに自由主義的な政治・文化が育まれていた。その結果トスカーナ大公国では秘密結社運動そのものが見られず、1824年に大公を継いだレオポルド2世もまた教養に富んだ開明的君主で諸邦からの自由主義者の亡命を受け入れた。
このような政治情勢が反映され、1820年にはジョバン・ピエトロ・ヴュッソーが中心となって「ガビネット＝シエンティフィーコ＝レッテラーリョ」という文化施設が開館され、そこで繰り広げられた自由主義的談話はのちに月刊誌『アントロジーア』の創刊へと結びついた。ヴュッソーに協力したのはいずれも穏健思想家のジーノ・カッポーニ、コジモ・リドルフィ、ラッファエッロ・ランブルスキーニなどで、彼らは1827年に共同で『ジョルナーレ＝アグラーリオ』なる農業振興のための新聞を発刊している。
以上のことから分かるように、トスカーナ大公国での活動は政治思想的というより知識の啓発が狙いだった。しかしアントロジーア誌に代表されるこれら新聞や雑誌は1830年代になると弾圧される運命にあった。それはその執筆者や寄稿者であるジャコモ・レオパルディやニコロ・トマセオ、ジュゼッペ・モンターニやアレッサンドロ・マンゾーニが齎したロマン主義文学の隆盛によるイタリア文芸思想の成熟が、イタリア民族の解放を願う愛国的感情の高ぶりを招き、それを警戒したオーストリア帝国がトスカーナ大公国に圧力をかけたからであった。しかしそれでもトスカーナ大公国では自由主義的思想が他のイタリア諸邦よりも比較的維持され、それは次なる革命の機運を呼び起こすこととなった。

### 中部イタリア革命

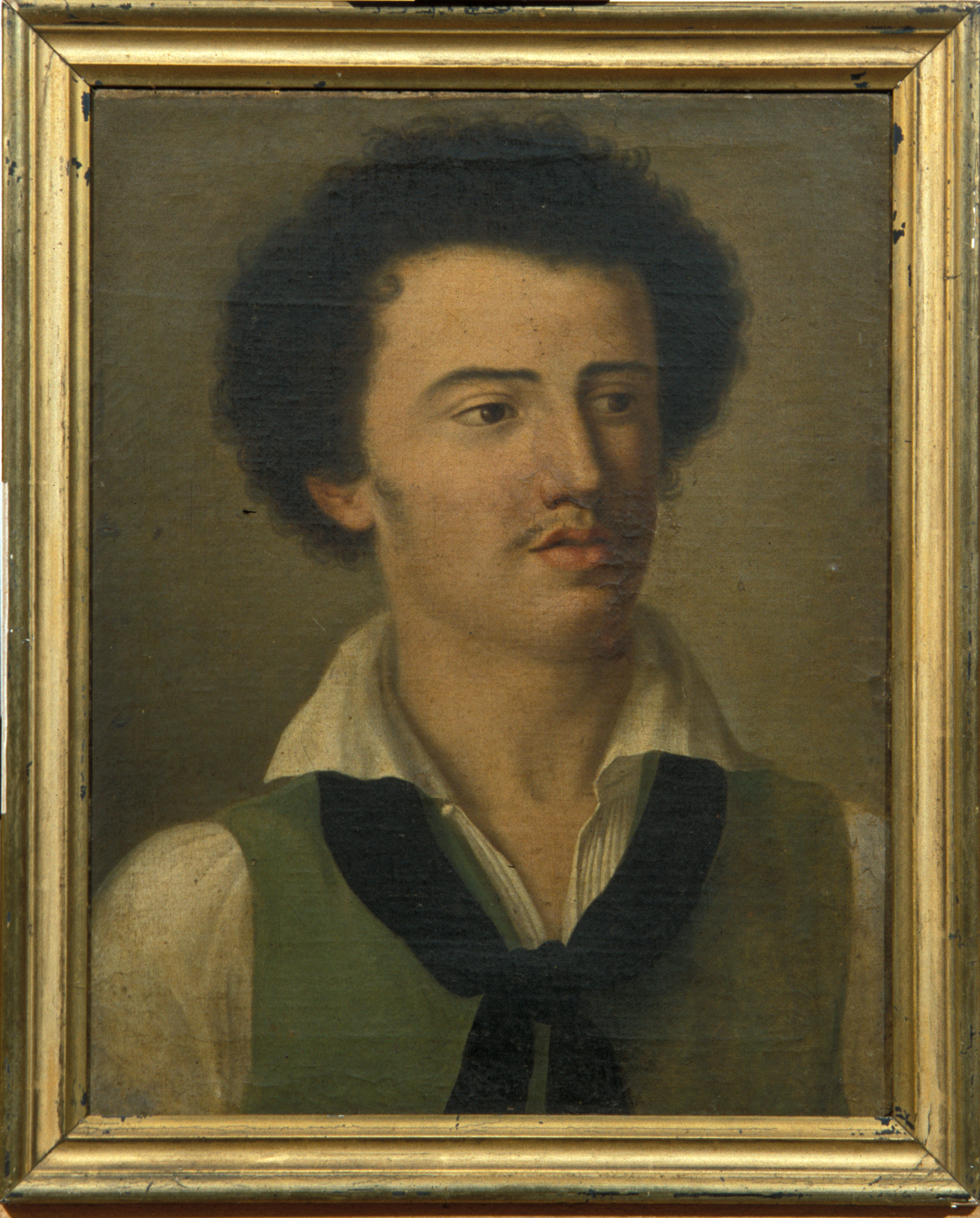
チーロ・メノッティ
Bernardino Rossi 画

トスカーナ大公国やルッカ公国は政治的・思想的弾圧をある程度免れることができた。結果、その思想は弾圧の厳しいモデナ公国や教皇国家など中部イタリアへと波及していき、1830年代に入るとイタリア統一を目指す革命の機運が蘇って、一連の蜂起によってイタリア半島に一つの国家を作り上げる基礎が形づくられた。
革命思想を弾圧していたモデナ公フランチェスコ4世はサルデーニャ王位の獲得を望んでいた。野心家のモデナ公とカルボナリのエンリーコ・ミズレィとの結託が成立し、モデナ公は革命派の期待を自らに集めることによって北イタリアの王となる思惑から、一転して革命派の支援を行い始めた。
1830年にフランス7月革命が勃発し、フランス王が革命家たちによって廃位され、ルイ・フィリップを戴く7月王政が成立した。パリに亡命していた革命家たちはルイ・フィリップと接近してモデナ公を擁する革命に対する積極的な支援が得られるよう働きかけた。亡命者グループの主導権はフィリッポ・ブオナローティが掌握し、イタリア全土での革命を志向していたが、中部イタリアのみの革命を企図していた国内グループと思惑の相違が生じていた。
一方、国内派のチーロ・メノッティはフィレンツェに亡命していたルイ・ボナパルトと接触してボナパルト主義者との協力関係を築こうとした。だが、このことがルイ・フィリップを警戒させる結果となる。メノッティらが蜂起の準備を進めたが、オーストリアからの警告を受けたモデナ公は浮足立っていた。

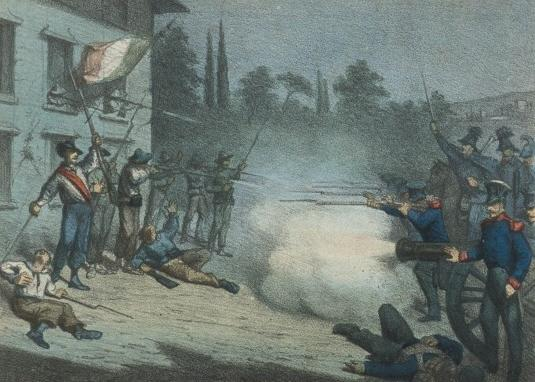
モデナ公によるメノッティら革命家の逮捕

1831年2月、モデナ公は決起寸前でカルボナリの支持者たちを裏切り、メノッティをはじめとする陰謀者たちを逮捕した。だが、直後にボローニャで蜂起が起こり、恐れたモデナ公はウィーンへ逃亡する。
同時期に教皇国家レガツィオーネ地域（教皇領北部地区）のボローニャ、フォルリ、フェラーラ、ラヴェンナ、イーモラ、ペーザロそしてウルビーノで武装蜂起が発生した。教皇旗として三色旗を採用した一連の武装蜂起は教皇国家全域に広まり、新たに樹立された地方政府は統一イタリア国家の樹立を宣言した。
モデナ公国や教皇国家での反乱はパルマ公国にも広まり、ここでも三色旗が使用された。パルマ女公マリア・ルイーザ（フランス皇帝ナポレオン1世の元皇后）は騒乱から逃れるために町からの避難を余儀なくされている。
蜂起した諸州は各々臨時政府を樹立して憲法制定を準備し、「イタリア統合諸州」(Province Italiane unite) の樹立を計画した。メッテルニヒはルイ・フィリップに対して、オーストリアはイタリアの騒乱を放置する意思はなく、フランスの干渉は容認されないと警告した。ルイ・フィリップは軍事援助を差し控えさせ、フランス国内の革命家の拘束さえ行っている。
1831年春になるとオーストリア軍がイタリア半島へ侵攻した。この革命も大衆の支持を欠き地域対立から相互の連携も杜撰であり、反乱を起こした諸州は順次制圧され、3月にボローニャが制圧されて革命は瓦解した。これにより揺籃期の革命運動のほとんどが鎮圧されメノッティを含む、多くの急進派革命家が逮捕・処刑された。

## 1830年代から40年代のナショナリズム

### 急進民主派

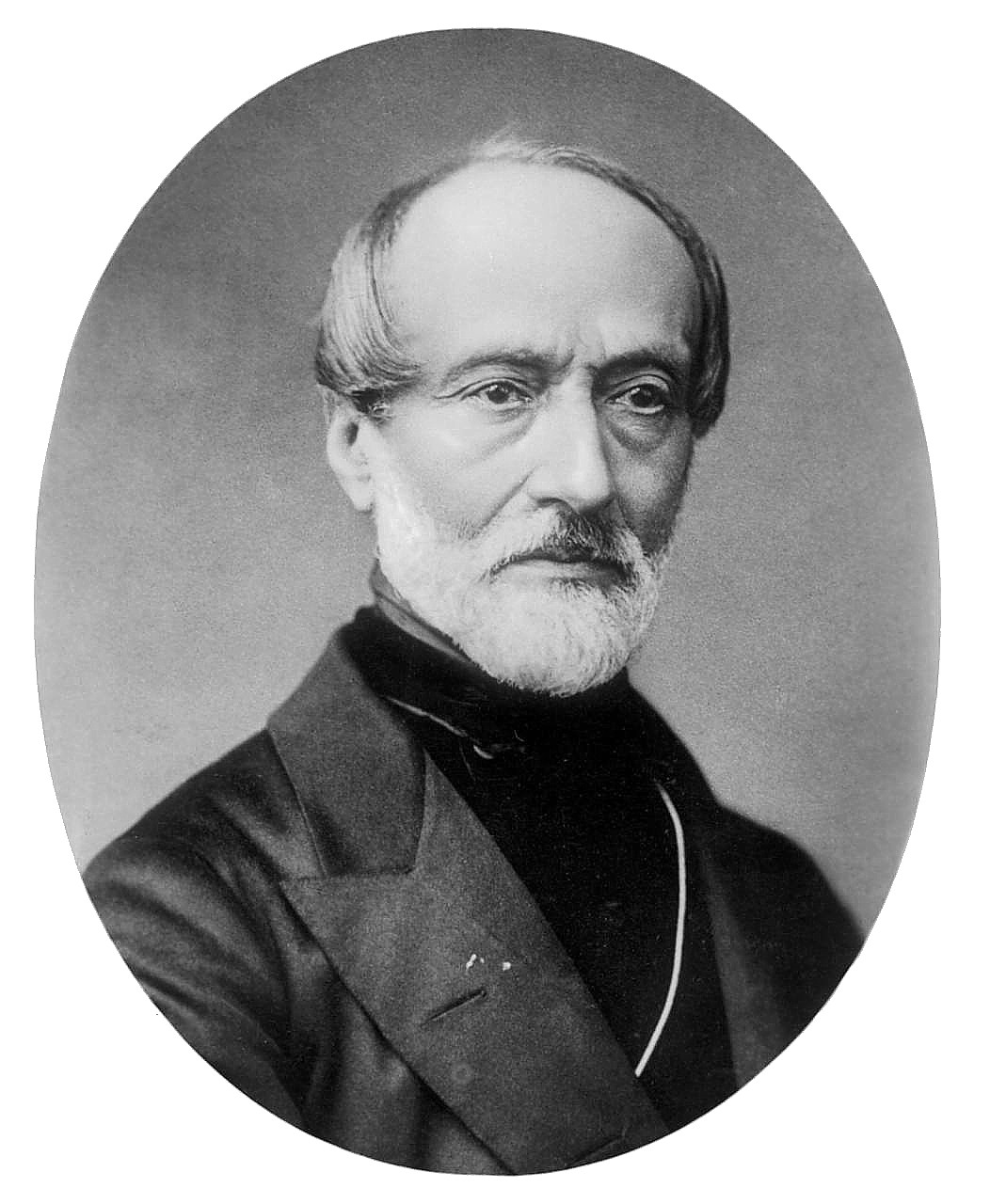
ジュゼッペ・マッツィーニ
1860年撮影

カルボナリやその他の秘密結社による革命闘争は指導者層の無能と大衆との乖離を露呈して挫折した。代わってジュゼッペ・マッツィーニのグループが民主派の中心勢力として浮上する。
1827年、マッツィーニは22歳の時にカルボナリに加入して活動に従事したが、1830年に裏切りにより逮捕投獄されている。マッツィーニの回想によれば、サヴォーナ要塞の獄中において彼はイタリアは統一可能であり、また成されなければならないと確信を持ち、ローマを首都とする自由で独立した共和国の構想を策定したという。1831年に釈放されたマッツィーニはマルセイユに亡命した。マッツィーニはカルボナリの指導原理の不明確と組織の欠陥を批判して決別し、亡命者を中心とした青年イタリア (La Giovine Italia) を結成する。
これ以降、革命家としての活動を通じて形成されるマッツィーニの思想は宗教的要素を強く持ち、その新しい宗教観念に基づいた人間の「義務」が強く主張されていた。彼は自由で平等な人民によって結合された人類アソシエーション (Associazione) の達成を神に与えられた人類の使命とし、その社会は民主的な共和政体であらねばならず、そしてイタリア国民こそが指導的な民族であり、偉大な歴史を持つローマを中心に世界を統合せねばならず、その為に分裂し退廃したイタリアに革命を起こして統一し、国民主権を確立せねばならないと考えた。マッツィーニの新社会構想はイタリアを越えて、人類アソシエーションたる「ヨーロッパ合衆国」での「人民の共和国同盟」の樹立を人類の使徒たる自らの最終目標として掲げている。
「自由、平等、人類、独立、統一」をモットーとする青年イタリアは共和主義によるイタリア統一を目標とし、武力闘争を通じた大衆の教育・組織化を標榜した。青年イタリアは1833年にピエモンテで蜂起を計画するが当局に察知されて失敗し、逆に大弾圧を招いた。1834年にはジェノヴァとサヴォワで蜂起を計画するが、これも失敗する。
ジェノヴァでの蜂起計画にはニース（当時はサルデーニャ王国領）出身のジュゼッペ・ガリバルディが加わっており、彼は欠席裁判で死刑判決を受けたが、南アメリカに逃亡した。彼はこの地で14年間を過ごし、幾つかの戦争に参加して戦闘経験を積んでおり、1848年にイタリアに帰国する。
これらの失敗で青年イタリアは事実上瓦解し、マッツィーニは国際連帯に活路を見出すべく「青年ヨーロッパ」、「青年ポーランド」、「青年ドイツ」そして「青年スイス」を次々と結成してゆく。
この時期、マッツィーニ派とは別にカルボナリ的秘密結社による武装蜂起や蜂起計画が幾度か引き起こされたが、ことごとく失敗し、当局による激しい弾圧を招く結果になっている。

### 穏健自由主義

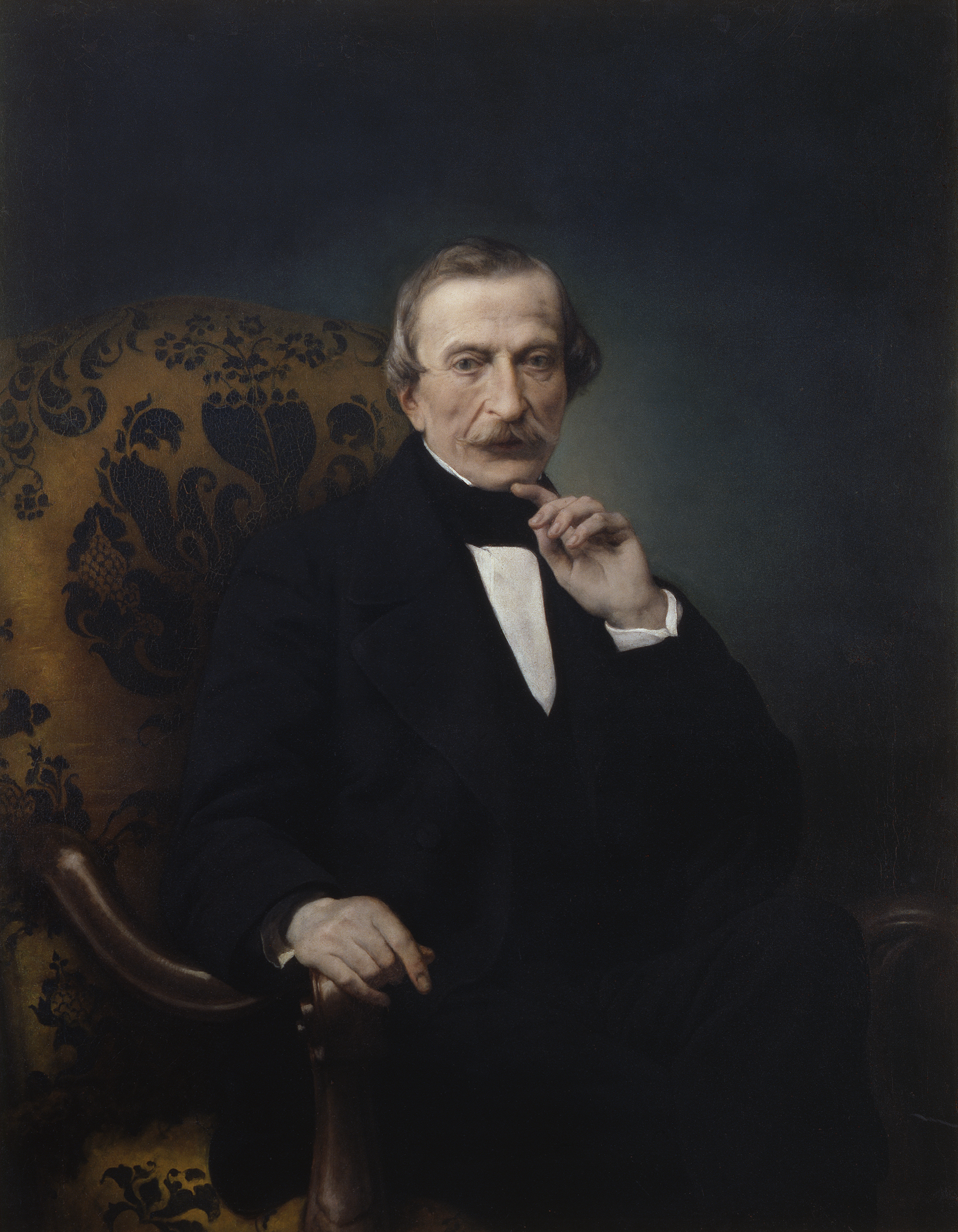
マッシモ・ダゼーリョ
フランチェスコ・アイエツ画。1860年

一方、イタリア政財界では穏健派ナショナリズムが台頭するようになった。穏健派はイタリア統一の必要を絶対視はしておらず、現状の体制を維持しつつ、オーストリアからの独立と現実的な改革を行うべきであると考えていた。代表的な人物には経済的自由主義と連邦制を説いた経済学者カルロ・カッターネオ、「イタリアの希望」を著したサルデーニャ王国の歴史家・政治家チェザーレ・バルボ（サルデーニャ初代首相：在任1848年）そして国王に穏健な民主改革を説いたサルデーニャ王国の政治家マッシモ・ダゼーリョ（サルデーニャ首相：在任1849年-1852年）がいる。
1839年に自由主義知識人による第1回科学者会議が開催され、以後1848年まで毎年開かれた。知識人たちが科学技術や社会問題について国境を越えて議論をしたこの会議はイタリア意識形成の一助となった。この会議で労働者の貧困救済を目的とした相互扶助協会が設立された。労働者に対する慈善と啓発を目的とした相互扶助協会は政治的性格を持たなかったが、後に労働組合運動の源泉となってゆく。

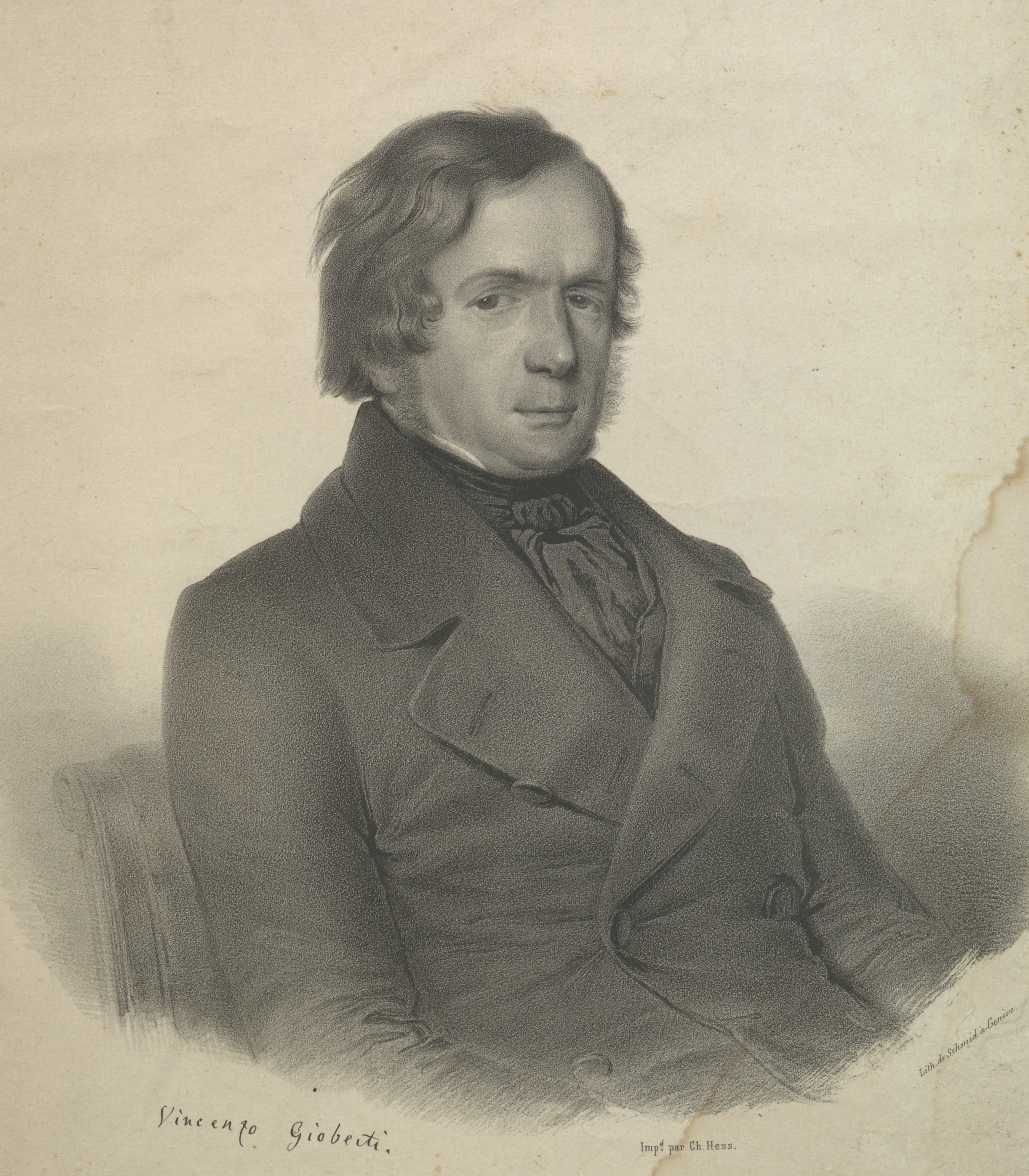
ヴィンチェンツォ・ジョベルティ

芸術や文化の分野でもナショナリズムへの傾向が強まった。代表的なナショナリズム作品にはマッシモ・ダゼーリョの『エットーレ・フィエラモスカ』とマンゾーニの歴史長編小説『いいなづけ』がある。『いいなづけ』の初版はミラノの地域語であったが、1842年版はフィレンツェ語であり、読者がこの言葉を標準イタリア語として共有するようにと意識的に努力している。
ピエモンテの聖職者ヴィンチェンツォ・ジョベルティは1843年に出版された著書『イタリア人の倫理的、市民的優位について』で教皇を盟主とする連邦国家を提案し、聖職者をはじめとする保守的な人々から注目された。1846年に選出された教皇ピウス9世は教皇国家の改革を断行して自由主義的教皇と呼ばれ、教皇を中心とするイタリア改革の機運が高まった（ネオグェルフ主義）。
これに対して、革命家の多くは共和制を志向していたが、最終的にイタリアを統一する勢力は穏健的な立憲君主制派であった。
だが、こういった統一の機運はローマ教皇庁からの反対にも直面している。教皇ピウス9世はこの地域における権力の放棄はイタリア・カトリック教会に対する迫害につながると恐怖していた。実際、民主主義者たちはカトリック教会に対して嫌悪感を露わにしており、マッツィーニはもはや神の声は教皇ではなく、人民によって語られると教会を攻撃し、イタリア統一後にはガリバルディが教皇位の廃止を主張するほどだった。

## 1848-49年革命と第一次イタリア独立戦争
1848年にはフランスで2月革命が起き、国王ルイ・フィリップがパリから逃亡して共和国が成立した。この1848年革命の動きはドイツ、オーストリアそしてイタリアにも波及し、ウィーン体制を終焉させた。
ウィーン体制以降、ロンバルディア地方とヴェネト地方はオーストリアが支配するロンバルド＝ヴェネト王国となった。オーストリアはナポレオン統治時代の諸改革を継承し、イタリアの他の地域と比べてはるかに近代的な諸制度が整えられていたが、それでも外国支配に対する反感は根強かった。また、ルネサンス期には栄華を誇ったヴェネツィアはこの時代には衰退しており、人口は減少して貧困者が3分の1を占め、その上にオーストリアが貿易港としてトリエステを重視したためにかつて活発だった造船業も寂れ果てていた。1840年代にはヴェネツィアはやや立て直し、観光客が訪れ、鉄道も通るようになった。
1848年1月1日にロンバルディアの市民がオーストリア政府の税収源となっていた煙草の購入を止める不服従運動の形態での騒乱が起きた（煙草一揆）。これから暫くしてシチリア島とナポリでも反乱が発生し、フェルナンド2世は1821年の時と同様の妥協をして両シチリア王国に憲法を発布し、政治犯を釈放した。シチリアは分離独立を要求し、独自の憲法を制定して議会を設置した。

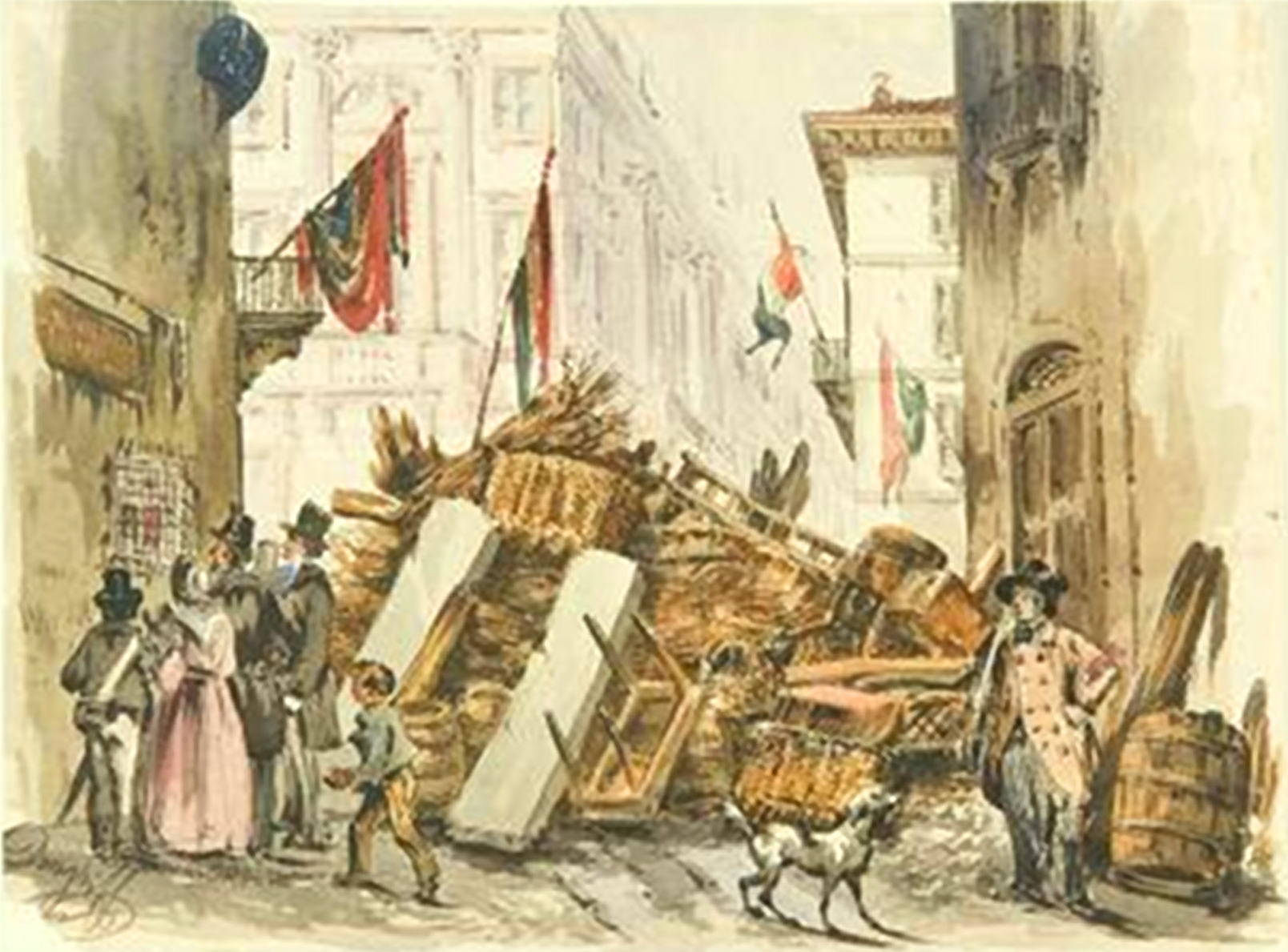
バリケードを組み戦いに備えるミラノ市民
Felice Donghi画。1848年

両シチリアの動きはイタリア諸国に波及し、2月にはトスカーナ大公国でも暴動が起き、これは比較的非暴力なものであったがトスカーナ大公レオポルド2世は憲法を発布させられた。これまで、反動的な政策を固持して来たサルデーニャ王国も3月4日に憲法を制定し、3月15日には教皇ピウス9世が教皇国家の憲法を発布した。これらはいずれも君主によって発布された欽定憲法であり、「憲章」と呼ばれ、主なモデルとなったのはフランスの1830年憲法であり、1814年憲法やベルギーの1831年憲法も参考にされている。
一方、オーストリア統治下のロンバルディアでの緊張も高まり、3月13日にオーストリア三月革命が起こり、宰相メッテルニヒが罷免されたとの報が伝わると3月18日にミラノとヴェネツィアでも民衆蜂起が起こった。ミラノでは3月18日から22日まで激しい市街戦が行われ、反乱勢力はヨーゼフ・ラデツキー将軍率いるオーストリア軍を退却させ、臨時政府を組織した（ミラノの5日間）。ヴェネツィアではダニエーレ・マニンの元でヴェネツィア共和国の再興が宣言され、サン・マルコ共和国が設立した（ヴェネト共和国 : Repubblica Veneta）。
ミラノにはサルデーニャ軍の先遣隊が入城し、臨時政府と協定を結んだ。一方、マッツィーニをはじめとする民主派もミラノに集結する。穏健派はサルデーニャ王国の介入を要請し、これに対してカルロ・カッターネオ、ジュゼッペ・フェッラーリ、エンリコ・チェルヌスキら共和国の樹立を望む民主派はフランスの介入を画策してマッツィーニの協力を求めるが、彼はこれを拒絶し民主派は早々に分裂してしまう。
サルデーニャ王カルロ・アルベルトは国内世論の高まりと、ロンバルディア獲得の思惑から、オーストリアに対して宣戦布告した。サルデーニャ王国の参戦は大きな反響を呼び、教皇国家から義勇軍が派遣され、ナポリ政府とトスカーナ大公国も参戦を決めた。だが、オーストリアとの全面衝突を懸念した教皇ピウス9世は4月29日にカトリックと民族主義は相容れないと表明して戦争から離脱する。教皇の宣言は大きな失望を呼び、教皇の革命参加を期待するネオグェルフ主義を終わらせることになった。ナポリ政府もシチリアの反乱鎮圧のために撤兵し、フェルナンド2世は再び反動政策に転じる。
サルデーニャ軍はゴーイトとペスキエーラでの戦いに勝利したものの、7月24日のクストーツァの戦いでラデツキー将軍に大敗を喫する。ラデツキー将軍はミラノを奪回し、8月9日に停戦協定が結ばれた。
ラデツキー将軍がロンバルディアの支配を固め、カルロ・アルベルトが敗戦の傷を癒していた頃、イタリアの他の地域では事態がより一層深刻化していた。10月、トスカーナ大公国では民主主義者が政権を掌握した。10月末には反動勢力のヴィンディシュ＝グレーツ軍によるウィーン蜂起が起こる。11月には教皇国家首相ペッレグリーノ・ロッシが暗殺され、教皇ピウス9世がガエータに逃亡する事態になった。

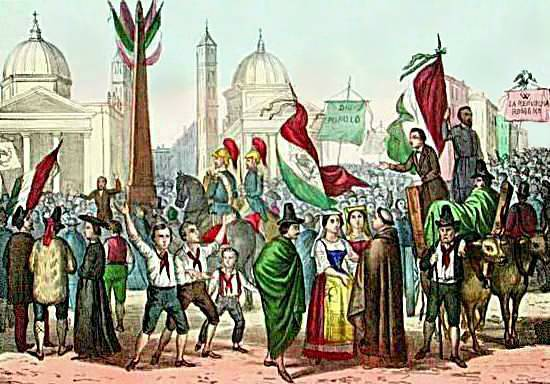
ローマ共和国建国宣言
ロセッティ印刷。1861年

1849年初めに教皇国家内で制憲議会のための選挙が行われ、2月9日にローマ共和国の成立が宣言された。2月2日にアポロ劇場で開かれた政治集会で、若い聖職者のアルドゥイーニ神父は俗界における教皇の権力は「歴史的欺瞞であり、政治的詐欺であり、そして宗教的不道徳である」と宣言した。3月初旬にマッツィーニがローマに到着し政府に参加した（後にアウレリオ・サッフィ、カルロ・アルメッリーニと並んで三頭執政の一人に選ばれる）。ローマ共和国憲法では信仰の自由、教皇の独立、死刑廃止、無料の公教育が定められた。
共和派の高揚に行動の必要を迫られたサルデーニャ王カルロ・アルベルトは、亡命ポーランド人の将軍アルベルト・シュルザノスキーを司令官に任じてオーストリアとの戦争を再開させた。だが、サルデーニャ軍は1849年3月23日のノヴァーラの戦いでラデツキー将軍に敗れ、敗戦の責任を取ってカルロ・アルベルトは退位し、息子のヴィットーリオ・エマヌエーレ2世が即位した。サルデーニャのイタリア統一またはロンバルディア征服の野望は一時的に頓挫した。8月9日に講和条約が締結された。ノヴァーラの戦いから数日後にブレシアで民衆蜂起が発生していたが、オーストリア軍に10日間で鎮圧されている。4月下旬にトスカーナもオーストリア軍に制圧された。
革命勢力はローマ共和国とヴェネト共和国のみが残された。4月にシャルル・ウディノ率いるフランス軍がローマに派遣された。当初、フランス軍は教皇と共和政府との仲介を望んでいたが、共和政府は徹底抗戦を主張した。フランス軍はローマを包囲し、ガリバルディ率いる共和国軍は果敢な抵抗をしたが、2か月間の包囲戦の後、6月29日にローマは降伏し、教皇が復帰した。ガリバルディとマッツィーニは再度の亡命を余儀なくされ、1850年にガリバルディはニューヨークに到着した。一方、オーストリア軍はヴェネツィアを包囲し、1年以上の包囲戦の末、8月24日に占領した。独立派闘士たちはベルフィオーレで公開絞首刑となり（ベルフィオーレの殉教事件）、オーストリア軍が中部イタリアの秩序を回復し、革命は完全に粉砕された。

## 「準備の十年間」とサルデーニャの国政改革
1848年から1849年の革命に挫折した後の10年の期間は「準備の十年間」(decennio di preparazione) と呼ばれる。
民主派の間では、あくまで武装蜂起による統一の達成を主張するマッツィーニと、連邦制による統一を主張するグループとで論争が起こった。武力闘争方針を堅持するマッツィーニは1853年にミラノで蜂起を計画するが失敗した。この失敗により、マッツィーニ派は融合派（Fusi）と純粋派（Puri）に分裂した。マッツィーニは純粋派に与し、行動党(Partito d'azione) を結成する。
1857年にはカルロ・ピカーサと両シチリア王国とイタリア本土との同時蜂起を計画するが、両シチリア遠征に向かったピカーサのグループには期待した農民の呼応はなく惨敗に終わり、ジェノヴァとリヴォルノでの蜂起計画も頓挫する。無謀な蜂起を繰り返すマッツィーニには批判が強まり、袂を分かつ人々も現れるようになった。

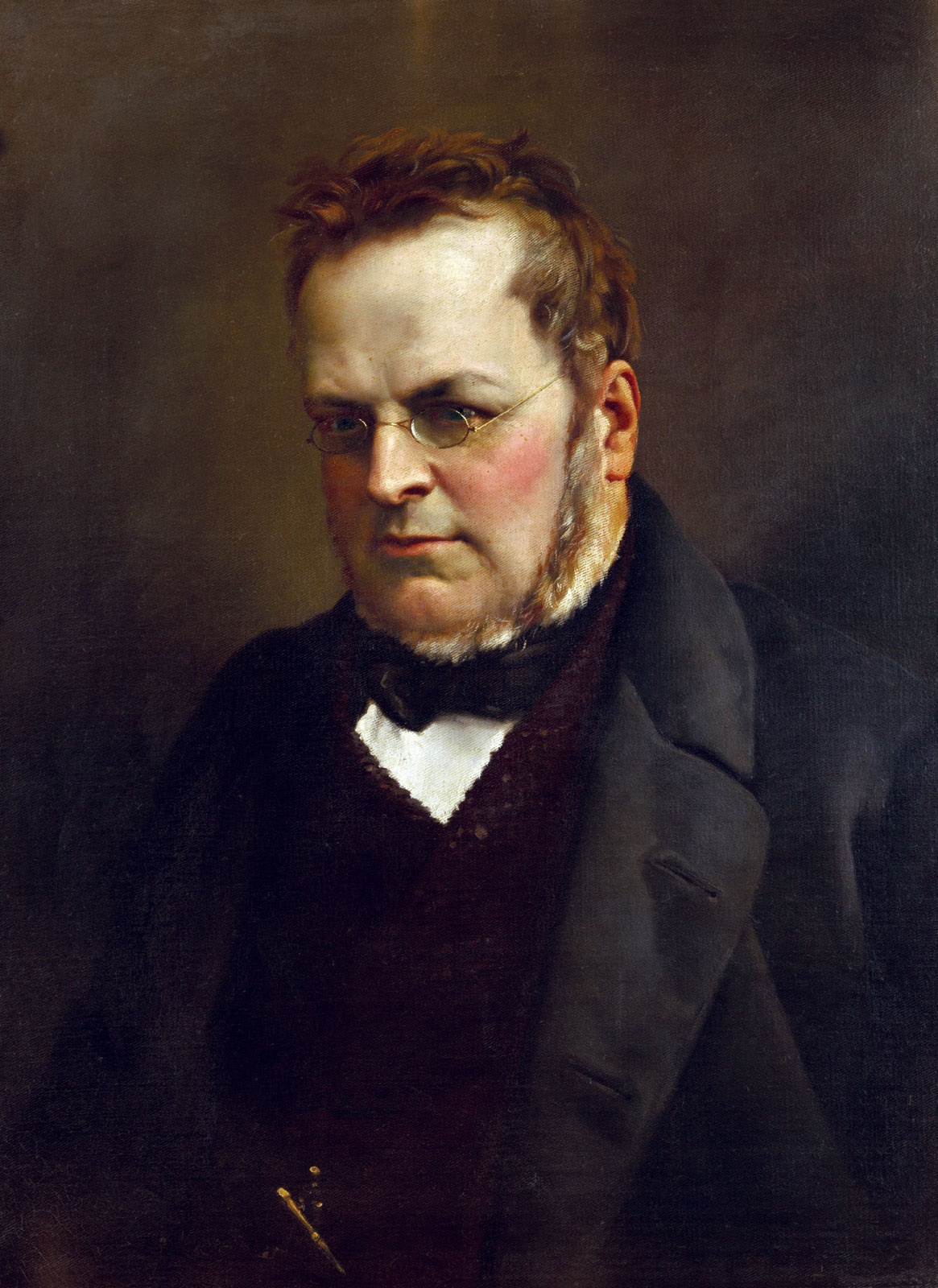
カミッロ・カヴール

両シチリア王国、トスカーナ大公国そして教皇国家など革命の際に憲法を制定したイタリア諸国はいずれもこれを破棄したが、サルデーニャ王国だけは憲法を維持した。1852年にコンヌーピォ（結婚：connubio）と呼ばれる中道右派と中道左派との連合により首相に就任したカミッロ・カヴールは優れた議会操縦術で政治基盤を盤石なものとし、サルデーニャ王国の改革を進めることになる。
1854年にカヴールは修道院を廃止する法案を国王や保守派・教会の抵抗を受けながらも通過させて教会の影響力を著しく弱体化させ、かつ国王に対する議会の優位を確立した。カヴールは通商協定をイギリス、フランス、ドイツ関税同盟そしてオーストリアと結び、さらに産業育成や銀行業務の拡大、鉄道・海運など社会基盤の整備を振興させ、彼の時代にサルデーニャの経済は大いに発展している。また思想的に隔たりのある民主派との協力関係を構築し、マッツィーニから離れたダニエーレ・マニンらが1857年に結成した「イタリア国民協会」(Società nazionale) を支援した。
第一次イタリア独立戦争でサルデーニャ王国はオーストリアをイタリアから駆逐する賭けに完全に失敗したが、サルデーニャ王国はロンバルディアを獲得する望みをなお捨てていなかった。カヴールもまた拡張主義の野望を持っていた。カヴールは独力でロンバルディアを獲得することはできないと考え、オーストリアに対抗するためイギリスとフランスからの援助を期待した。英仏の援助を得るためにクリミア戦争（1854年-1856年）に参戦したが、これは失敗に終わり、パリ講和会議ではイタリア問題は無視されてしまった。しかしながら、この戦争によって有用な目的が達成された。すなわち、戦争中に英仏とロシアの両陣営を秤にかけたオーストリアが危険なほどに孤立したからである。

## イタリア王国の成立

### 第二次イタリア独立戦争

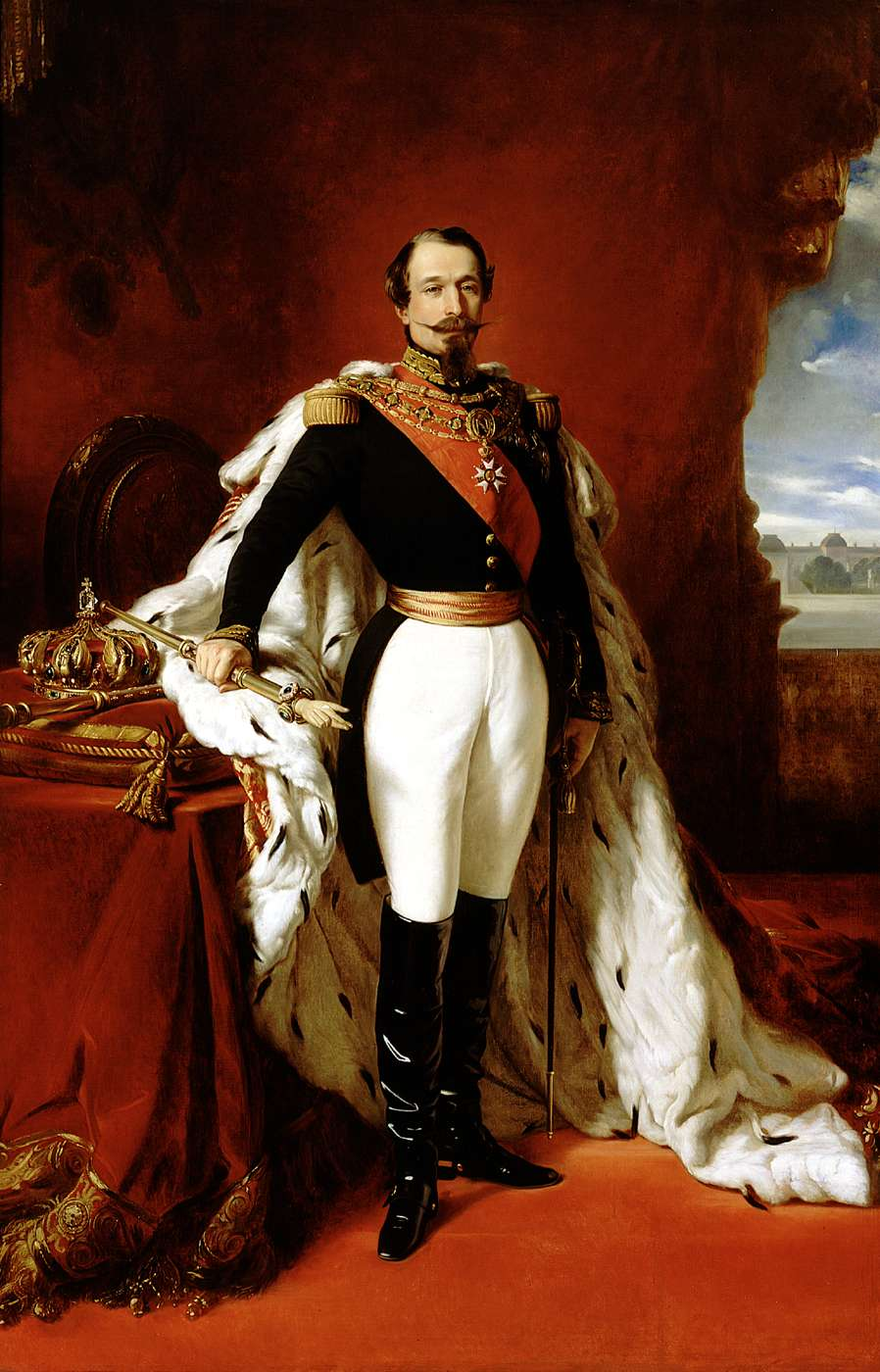
ナポレオン3世

1858年1月14日にカルボナリのフェリーチェ・オルシーニがフランス皇帝ナポレオン3世の暗殺を謀った。オルシーニは獄中から死刑は受け入れるが、ナポレオン3世に対して皇帝の尊厳を満たすためにイタリアのナショナリズムに手を差し伸べるよう懇願した。ナポレオン3世はこの手紙を公開させ、新聞で報じられるとフランスではイタリア解放を求める世論が高まった。
青年時代にカルボナリ運動に参加した経験のあるナポレオン3世は、イタリア解放運動に対して好意的であり、青年時代の理想主義、伯父ナポレオン1世のイタリア征服に倣い偉大な業績を挙げたいとする野心、そしてフランスの国益などの複合した思惑からイタリア介入を決意する。
1858年7月21日、カヴールはプロンビエールでナポレオン3世と会談し、プロンビエールの密約を調印し、共同でオーストリアへの戦争に合意した。この協定ではサルデーニャ王国はオーストリア領のロンバルド＝ヴェネト王国、パルマとモデナの両公国それに教皇国家のレガツィオーネを併合することになるが、その見返りにサルデーニャ領のサヴォワとニースを割譲することになった。トスカーナ大公国は教皇領の一部を加えた上で中部イタリア王国とし、君主をハプスブルク家からフランス皇帝の従弟のプランス・ナポレオンに替え、南部の両シチリア王国は現状のままとされた。フランスが侵略者の非難を受けることなく干渉するために、カヴールがモデナの革命運動を使嗾してオーストリアを挑発することになった。しかし、モデナの暴動は不発に終わり、密約の内容が外に漏れたことでイギリスが戦争反対の意向を明確にする。
1859年3月にサルデーニャ王国は軍の動員と義勇兵を募集を開始し、オーストリアはサルデーニャ軍の武装解除を要求した。緊張が高まる中、ロシアがイタリア問題を話し合う五大国会議を提案するとナポレオン3世が戦争に消極的な態度を示し始め、カヴールを焦燥させた。だが、ウィーン宮廷は既に戦争不可避と判断しており、サルデーニャ王国に対して強硬な内容の最後通牒を発する。これを好都合としたカヴールは最後通牒を拒絶し、オーストリアを侵略者と見せかけ、フランスが介入できるようにした。

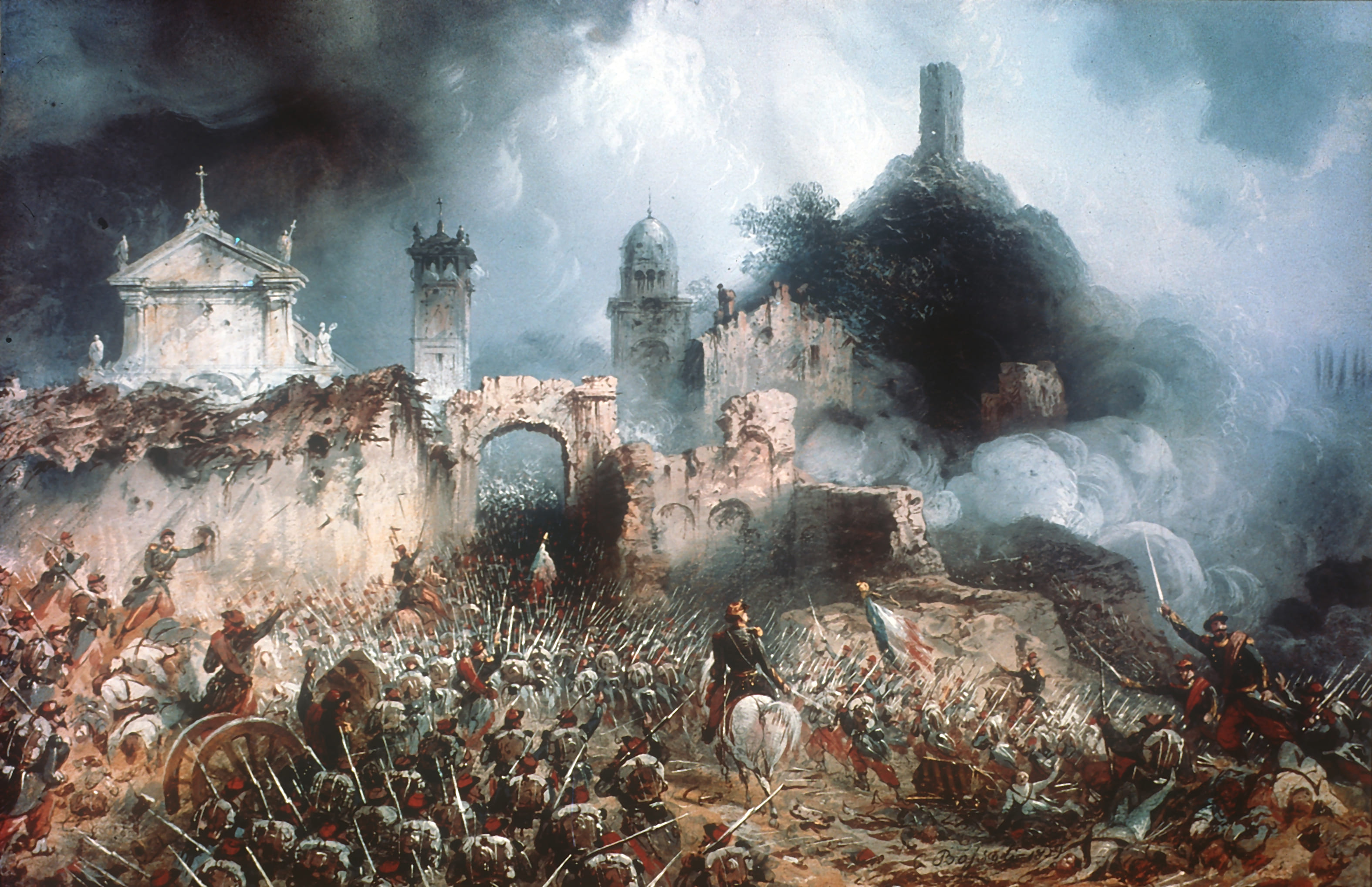
ソルフェリーノの戦い
カルロ・ボッソリ画。1859年

戦争自体はごく短期間のものであった。オーストリア軍の失策に乗じたフランス＝サルデーニャ連合軍は6月4日のマジェンタの戦いで、フェレンツ・ジュライ伯爵率いるオーストリア軍に勝利し、オーストリア軍はロンバルディアの大部分からの撤退を余儀なくされ、ナポレオン3世とヴィットーリオ・エマヌエーレ2世はミラノに入城した。両軍の決戦となったのは6月24日のソルフェリーノの戦いである。ナポレオン3世とオーストリア皇帝フランツ・ヨーゼフが陣頭に立った戦闘では、両軍とも3万人近い死傷者を出したが、フランス＝サルデーニャ連合軍の勝利に終わり、オーストリア軍はヴェネツィアの背後にある四角要塞地帯に後退した。
ソルフェリーノの戦場を視察したナポレオン3世は犠牲者の多さに仰天し、ヴェネツィアを征服するために要する時間と犠牲を恐れ、また国内からの反対や、プロイセンの介入の可能性、そして強力になりすぎるサルデーニャ王国への懸念も相まってフランスはこの時点で講和を模索した。
7月11日、ナポレオン3世は同盟国のサルデーニャ王国に伝えることなく、ヴィッラフランカでフランツ・ヨーゼフと会見し、停戦に合意した（ヴィッラフランカの講和）。オーストリアはヴェネツィアを保持するが、ロンバルディアはフランスに割譲し、フランスが即座にこの地をサルデーニャ王国に譲渡することになった（オーストリアがサルデーニャ王国に直接割譲することを拒んだため）。その他のイタリアの国境は現状維持となった。戦争勃発とともに君主が追放されオーストリアへ逃れていた中部イタリアのトスカーナ、モデナそしてパルマについては各々復帰させ、レガツィオーネ地域における教皇の支配も回復させることになった。だが、ナポレオン3世がプロンビエールの密約の条件を満たさなかったため、サヴォイとニースを獲得することはできなくなった。
サルデーニャ国民はこの裏切りに激怒した。カヴールは戦争遂行を主張したが、ヴィットーリオ・エマヌエーレ2世が甘受が現実的な選択であると判断したため辞職した。だが、ヴィッラフランカでの仏墺の合意はこれを公式化するチューリッヒ条約が11月に締結された時点で死文と化していた。12月、トスカーナ、モデナ、パルマ、レガツィオーネは中央統合諸州に統一され、イギリスの勧めもあって、サルデーニャ王国との合併が表明された。フランスは講和に反するこの動きに圧力をかけたが、1860年1月にカヴールが首相に復職して交渉にあたり、ナポレオン3世はサヴォイとニースの割譲を条件にサルデーニャ王国による中部イタリア併合を承認した。1月に教皇ピウス9世はヴィットーリオ・エマヌエーレ2世をはじめ教皇領侵犯に関与した者たち全員を破門に処し領土の返還を命じたが、もはや効果はなかった。各国で住民投票が行われ、3月20日に併合が実施された。この時点で、サルデーニャ王国は北部と中央イタリアのほとんどを支配した。

### 千人隊（赤シャツ隊）の遠征

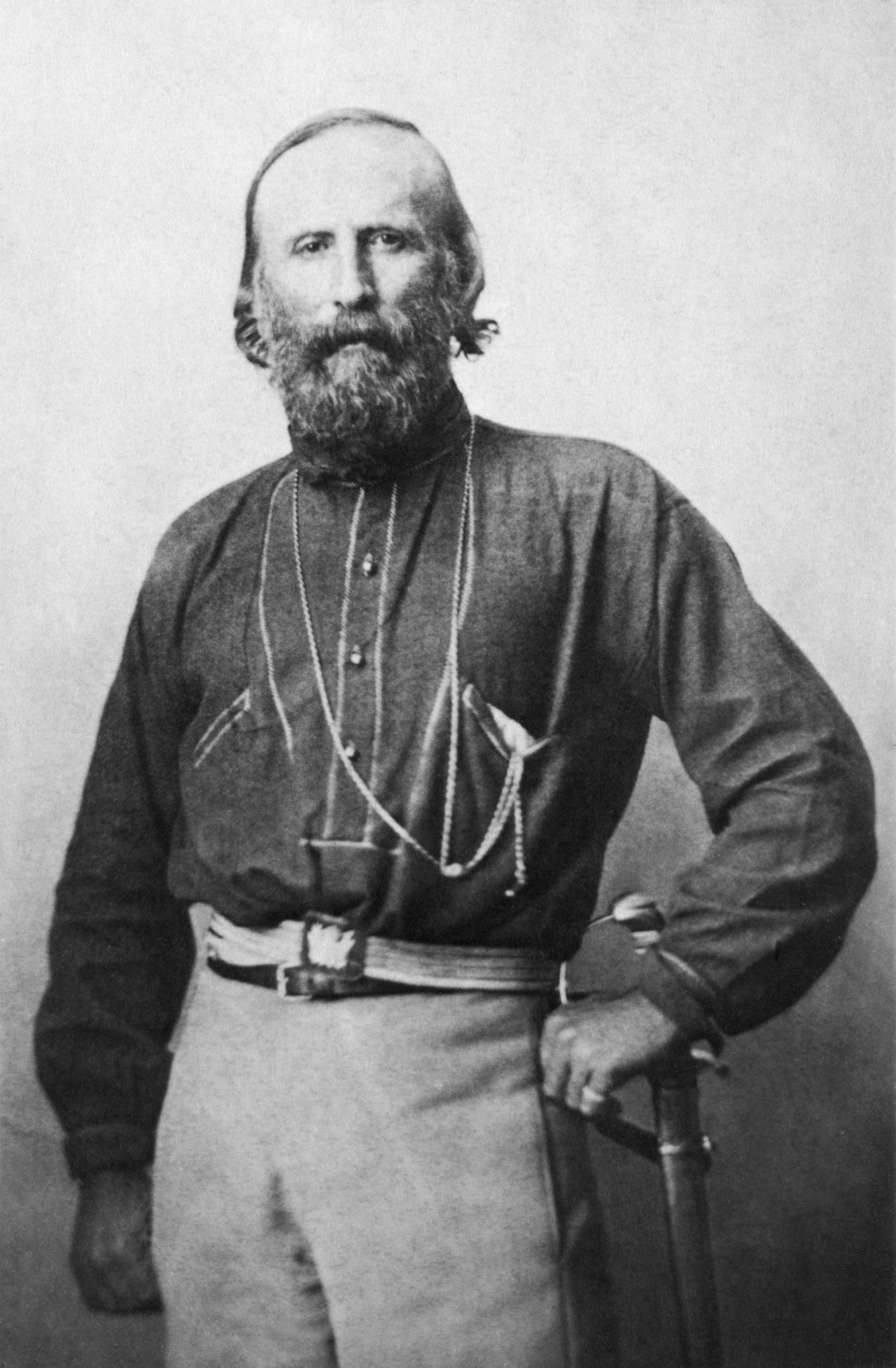
ジュゼッペ・ガリバルディ

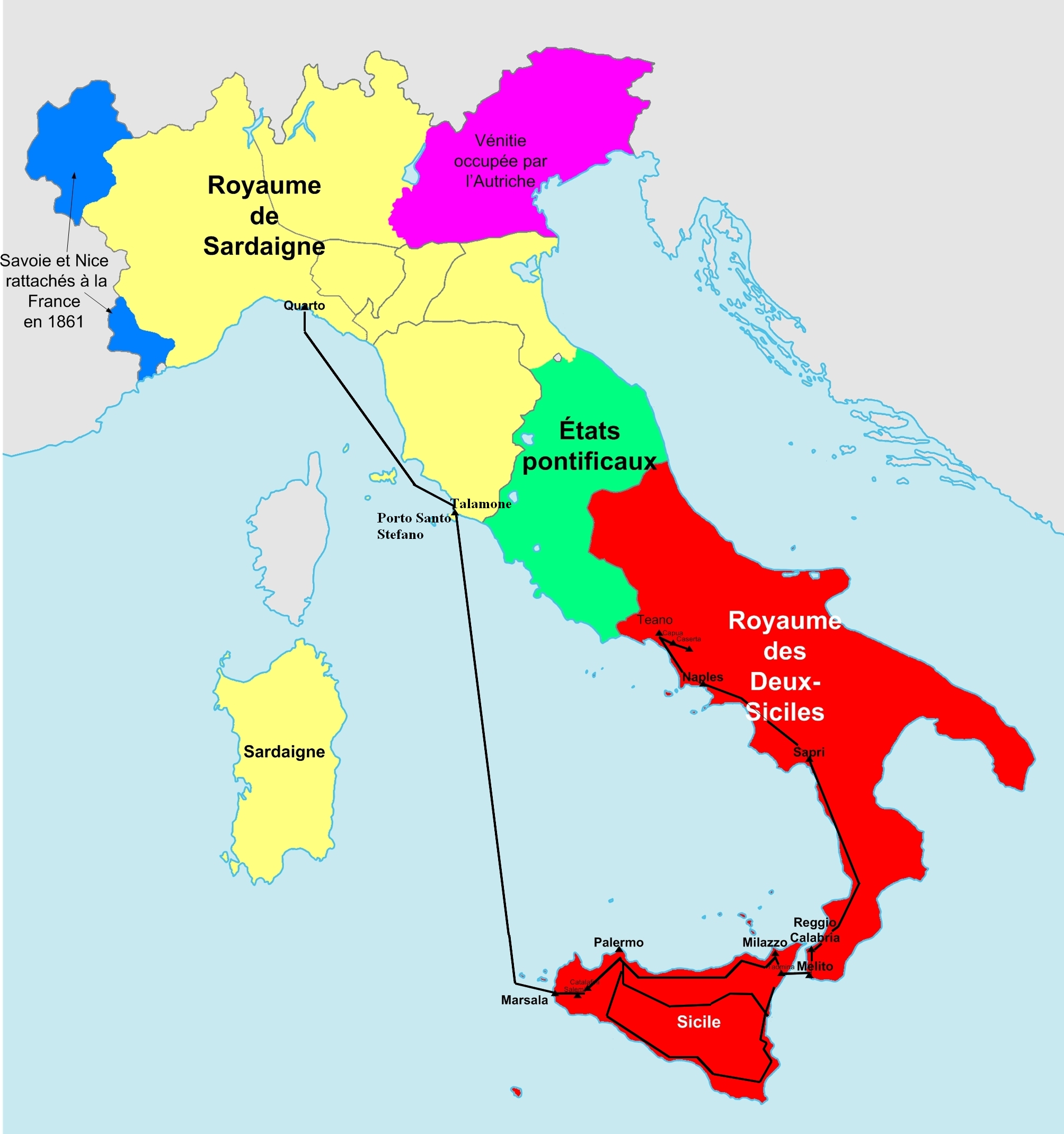
ガリバルディの遠征の経路

北中部イタリアで祖国の版図拡大を図っていたカヴールだったが、シチリア・南イタリア（今後注釈なき限り単に「南イタリア」と記載したときは、イタリア半島の南部のみを指しシチリアは含まない）を支配する両シチリア王国（シチリア・ブルボン朝）を併合したいとは考えていなかった。南イタリア・シチリアは経済的発展が立ち遅れており、併合すれば却って経済的負担になるとカヴールは考えた（歴史家のマックス・ガロは両シチリア王国を、当時のイタリアの壊疽した部分と呼んだ）。カヴールは、イタリア国民協会のダニエーレ・マニンのイタリア全土統一の構想を「馬鹿げたことだ。あの男はまだ夢から覚めないでいるのか。」と語った。このようにカヴールの領土拡大構想の中に両シチリア王国領は本来含まれていなかったが、ジュゼッペ・ガリバルディが指揮する千人隊の遠征によって、カヴールはイタリア全土の統一へ方針転換を迫られることになった。千人隊の遠征はカヴールにとっては悪夢だった。歴史家のアリゴ・ペタッコによれば、カヴールは両シチリア王国を別個の国のままにしておきたいという自分の望みとイタリア統一を両立させるために連邦制度の創設を思い付き、両シチリア王国を統治するフランチェスコ2世と秘密裏に交渉していたといい、千人隊の遠征が始まってからも両シチリア王国を残存させるため色々と手だてを打っていたが、結局それらは結実しなかったという。
ガリバルディは、カヴールがガリバルディの故郷のニースをフランスに割譲したことに激怒した。また共和主義者だったが祖国のサルデーニャ王室（サヴォイア家）に崇敬の念を持っていたガリバルディは、カヴールが王女クロティルデを政争の具に利用したことにも嫌悪感を示した。歴史家のロザリオ・ロメーオはガリバルディを「君主制的人民主義者」と呼んでいる。ガリバルディは、カヴールのやり方とは異なる方法で、イタリア統一のための行動を開始した。このころ両シチリア王国では約7000人のスイス傭兵が全て本国に帰還する騒ぎがあった。1859年6月にローマ教皇ピウス9世はペルージャでの反乱の鎮圧のためスイス傭兵を差し向け弾圧した（ペルージャ虐殺）。この事件は自由主義者らからの批判を浴び、スイス人に対する批判や憎悪も生まれた。事態を重く見たスイス政府は自国民が外国の傭兵になることを禁止した。傭兵であるにも関わらず両シチリア王国の君主に対する篤い忠誠心に感心して、ナポリに駐在していたあるイギリス大使は「この国で頼りになる兵隊はスイス兵だけだ」と言ったが、彼らの帰国で両シチリア王国の国防力は大きく低下した。
ガリバルディは両シチリア王国を私兵で征服すると宣言し、義勇兵の募集と遠征費の募金を募った。ガリバルディの遠征は、シチリアの共和主義者フランチェスコ・クリスピ（後に君主制容認派に転向）による遠征の要請に応えたものだった。ガリバルディは南米での活躍で既に英雄の名声を勝ち得ていた。そのためガリバルディの活動を政府が抑えこめば、イタリアの統一を望む民族主義者らの不満が政府に集中するのは明白だったので、カヴールはガリバルディの活動を黙認した。またサヴォワとニースの割譲でカヴール政権を批判する声がありカヴールは弱い立場にあった。治安当局がガリバルディ派の武器庫の一つを発見して差し押さえると、カヴールはガリバルディ派が不当に所持していたそれらの武器の押収に躊躇し、閣僚のルイージ・ファリーニにその役割を担わせようとした。ファリーニは「高度に政治的な問題であるので首相名義で決定すべき」だとして拒否したので、カヴールは「内閣の閣議」に基づいて押収することにした。
ガリバルディのシチリア遠征の説明の前にシチリアの内情を先に述べる。シチリアはナポリに王宮を置く両シチリア王国が支配していたが、シチリア人にしてみればナポリ政府（ブルボン朝）は外来の存在でありナポリ政府からの独立を望んでいた。1848年革命でシチリアは独立を宣言してシチリア王国が成立したが、翌年に滅ぼされた。イタリア統一運動の帰結としてイタリアが統一されるにしても、シチリアを独立国として連邦制の形で統合されることをシチリアの民族主義者らは望んだ。なおシチリアは、両シチリア王国の統治権が十分に及ばない地域だった。シチリアの大地主や農村ブルジョアジーのガベロット（マフィアの母体と言われる）が農民に対する強大な権限（生殺与奪の権）を持ち、法に依らない私刑（殺人・恐喝など）を公然と行っていた。ブルボン朝はシチリア住民の反乱を恐れて、南イタリアで導入した徴兵制をシチリアでは導入しなかった。
1860年5月6日にガリバルディが指揮する義勇兵「千人隊」は、ジェノヴァのクワルトで二隻の船に分かれて乗り出港した。千人隊の初めの目標はシチリア島の征服だった。千人隊は5月11日にシチリア島のマルサーラに上陸した。ガリバルディは崇敬するヴィットーリオ・エマヌエーレ2世の名において独裁官の地位に就く、と宣言した（ガリバルディ政権）。
5月15日に千人隊は約1800名のブルボン軍と交戦（カラタフィーミの戦い）し、勝利を収めた。ブルボン朝の支配を嫌っていたシチリアの民衆はガリバルディの遠征に呼応し、千人隊に加わるシチリア人もいた。千人隊はシチリア最大の都市パレルモに入城し、パレルモ市民はブルボン軍に対抗するため街じゅうにバリケードを築いた。ブルボン軍は海上の軍艦からパレルモに対して無差別攻撃を行ったが、市民も巻き添えになり、シチリア大衆の支持を失った。パレルモではガリバルディ派を取り締まっていた警察官が惨殺された。両シチリア王国はシチリアを放棄し軍を南イタリアへ引き上げさせた。ガリバルディは、7月にはシチリア島全土を支配下に置いた。シチリアを占領した千人隊の元に北イタリアから6000人以上の義勇兵がはせ参じた。ガリバルディは「千人隊」を「南部軍」に改称した。
カヴールは社会秩序を破壊する思想だとして共和主義を嫌悪していたが、千人隊の遠征で南イタリアに共和制国家が誕生することを嫌った。ガリバルディは「ヴィットーリオ・エマヌエーレ2世の名において」征服活動を行っていたが、民主主義者や共和主義者らを含む千人隊をガリバルディが統制できなくなる事態を警戒し、ガリバルディが征服事業をシチリアで中断することをカヴールは望んだ。カヴールはシチリアをサルデーニャ王国に即時併合するためジュゼッペ・ラ・ファリーナをシチリアに送り込んだが、ガリバルディは、征服の完了までは併合に応じられないとしてラ・ファリーナをシチリアから放逐した。ガリバルディは、両シチリア王国・ローマ教皇領・ヴェネツィアを征服してサルデーニャ王に献上し、イタリア統一を達成させると宣言した。
先に述べたようにカヴールは両シチリア王国を併合することを望んでいなかったが、ガリバルディらからイタリア統一の主導権を奪還するためにイタリア全土の統一に方針を転換した。カヴールはガリバルディが指揮する南部軍が両シチリア王国を完全征服する前に、両シチリア王国に親サルデーニャ的政権を樹立する謀略を企て、両シチリア王国内でクーデターを起こさせようと試みたが失敗した。南イタリアにはクーデターの担い手になれるような組織化された自由主義勢力がそもそも存在しなかった。
ガリバルディの征服に直面した両シチリア王国では、上級官吏・上級武官らが相次いで寝返るなか、気弱な国王フランチェスコ2世に代わって、気丈な王妃マリア・ソフィアが差配した。

### ガリバルディの誤算と南イタリア人の抵抗

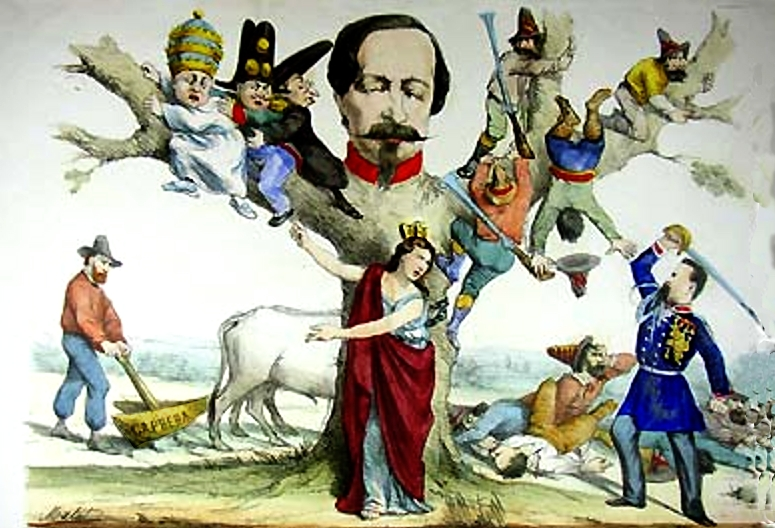
当時の戯画。ローマ教皇・両シチリア王・ブリガンテらがナポレオン３世の庇護を求めている。フランスの存在がイタリア統一の足枷になっていることを風刺している。

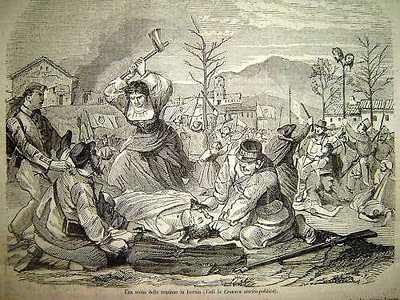
当時の戯画。イタリア統一を主張する自由主義者らを虐殺するイゼルニアの住民。

ガリバルディは、イタリア統一のためには兵力が不足しているとして、シチリアで徴兵制の導入を宣言した。しかしシチリアではこれまで徴兵制は導入されていなかったので、シチリア住民の不満を呼んだ。ガリバルディはシチリアをイタリア統一のための踏み台のように扱いガリバルディ政権を確立しながらシチリアの内政改革に取り組まなかったので、住民の不満を呼び反乱が頻発した。千人隊（南部軍）に加わったシチリア人の主な動機はブルボン朝支配に対する抵抗だったので、ガリバルディがシチリア全土を占領すると千人隊（南部軍）に加わったシチリア人の多くは故郷へ帰っていった。
このころヴィットーリオ・エマヌエーレ2世はガリバルディに宛てて内容の相反する、イタリア本土の征服の中止を求める手紙と、征服を継続することを黙認する（ガリバルディは自由に行動してよいという内容の）手紙の２通を送っている。征服の中止を求める手紙の方は政府見解（カヴールの意向）を代弁したものである。征服を継続することを黙認する手紙の方は1909年まで存在が確認されておらず、ヴィットーリオ・エマヌエーレ2世やガリバルディが口外することも日記に書き残すこともなかった。2通の手紙はカヴールの意図を踏まえた謀略だったともいわれるが、征服を継続することを黙認する手紙をヴィットーリオ・エマヌエーレ2世が差し出したことをカヴールは知らなかったという見解も存在する。ガリバルディは遠征を継続する決断を下し、8月18日にシチリアを出港してメッシーナ海峡を渡り、南イタリアに上陸した。
南イタリアはシチリアと同じく保守的な地域だったが、熱心なキリスト教信者や、統治するブルボン朝へ崇敬の念を抱く住民が多いのが特徴だった。そのためガリバルディの征服に対して住民の反乱が頻発した。アブルッツォではガリバルディを支持する自由主義者らが農民によって虐殺された。9月7日にボニートでは2000人以上の農民らがデモ行進を行い、ブルボン家の旗を掲げ「フランチェスコ2世万歳！」「ガリバルディに死を！」と叫んだ。征服に直面したフランチェスコ2世はイタリア全土の自由主義勢力にアピールするため憲法を発布したが、南イタリアの農民らが憲法の破棄を主張し、ヴェナフロではイタリア統一を主張していた勢力が農民らに襲撃され多数の死傷者を出した。サルツァ・イルピーナでもブルボン朝の支持を表明する住民らのデモ行進が行われ、ガリバルディをかたどった人形が焼却された。かつてナポレオン・ボナパルトが指揮するフランス軍が南イタリアを侵略し、衛星国家パルテノペア共和国が樹立されたときも、枢機卿ファブリツィオ・ルッフォが熱心な信徒からなる軍勢を指揮してこれを打倒し、共和主義者らが大量かつ無差別に処刑されていた（1799年に処刑されたナポリの共和主義者のリスト）。
フランチェスコ2世は「ナポリを戦火に晒すのは忍びない」と言ってナポリを戦略的放棄し、残った軍勢を率いてガリバルディが指揮する南部軍との決戦に臨んだ。ガリバルディが指揮する南部軍は9月7日にナポリを無血占領した。ナポリの都市住民からは、ガリバルディは歓待を受けた。ナポリにはイタリア統一を望むマッツィーニら北イタリアの共和主義者や民主主義者らが多く集まっていた。

### サルデーニャ軍の介入とテアーノの会見

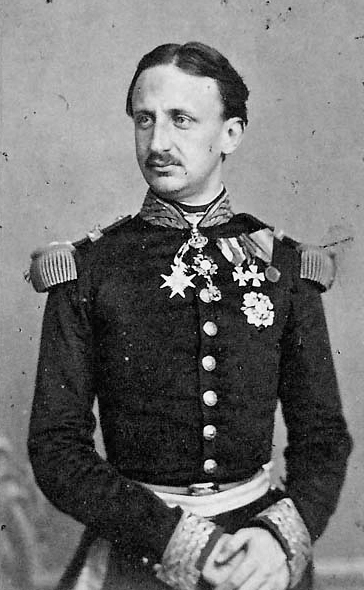
両シチリア国王フランチェスコ2世

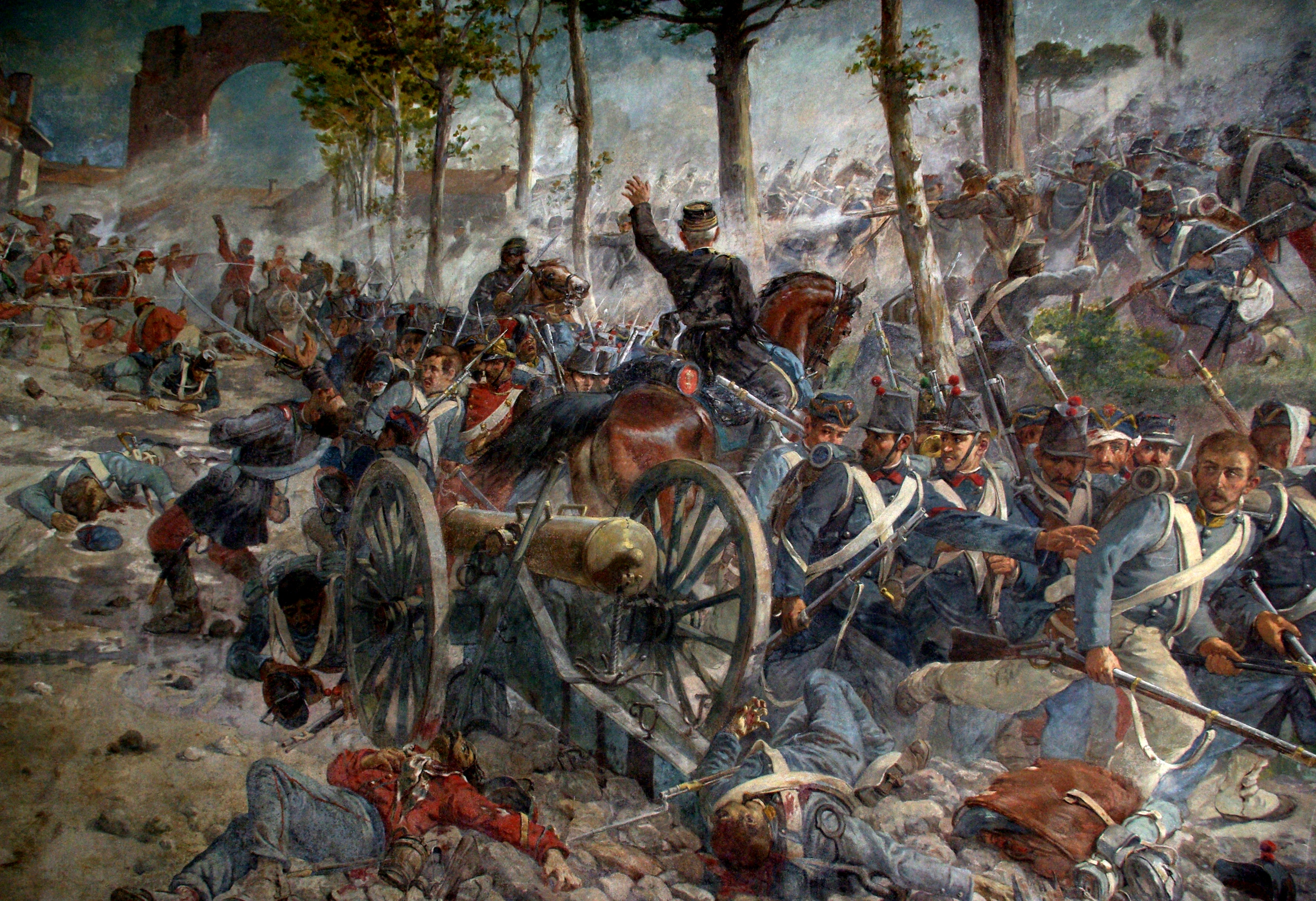
ヴォルトゥルノの戦いで南部軍と交戦するブルボン軍

南部軍が両シチリア王国全土を占領したのちローマへ侵攻すれば、ローマに駐屯するフランス軍との交戦が予想された。フランスとサルデーニャ王国の関係悪化を恐れたカヴールは直ちにガリバルディの征服事業を中断させる必要があると考え、サルデーニャ軍を南イタリアへ派兵する決断を下した。イタリア中部にあるローマ教皇領は、西はティレニア海から東はアドリア海に至る領土で、サルデーニャ王国と両シチリア王国はローマ教皇領を挟んで対峙し国境を接していなかった。そのためサルデーニャ軍は教皇領の東半分に当たるマルケとウンブリアを9月11日に通過（実質的には占領）した。教皇領のサルデーニャ軍の通行許可はナポレオン３世の事前承諾も得ていた。カヴールはナポレオン３世の元にルイージ・ファリーニを派遣して派兵を望む経緯を説明させたところ、ナポレオン３世は微笑を浮かべながら「やりたまえ。大急ぎでやりたまえ。」と答えたという。ナポレオン３世が外務大臣に宛てた書簡には「ファリーニは極めて率直に経緯を説明してくれた。カヴールとファリーニの意図はこうだ。リソルジメント運動を掌握すること、（ガリバルディの進軍を抑えて）聖ペテロの遺産（教皇領）を教皇に保全すること、ヴェネツィアへのいかなる攻撃も妨げることだ。」とある。
サルデーニャ軍の介入を嫌ったガリバルディは、ヴィットーリオ・エマヌエーレ2世にカヴールとその閣僚の更迭を書簡で要求した。しかしこの提案は拒絶された。カヴールが国王を傀儡のように操っていると考えたガリバルディは「イタリアの一部を売り渡し、民族的尊厳を損なう原因を作ったカヴールと和解することは絶対にない」と書簡で返事をした。なおカヴールを嫌うヴィットーリオ・エマヌエーレ2世当人は、内心ではガリバルディの英雄譚と忠臣ぶりに感心し、首相をカヴールからガリバルディに替えることを本気で考えていたという。
1860年10月1日に勃発したヴォルトゥルノの戦いでブルボン軍（両シチリア王国軍）と南部軍が交戦した。ブルボン軍は南部軍に大幅な打撃を与えたが、ブルボン軍も損害を受けた。フランチェスコ2世は翌日に南部軍と再戦することを躊躇し、南部軍を壊滅させる好機を逃した。ブルボン軍の青年将校らはフランチェスコ2世が再戦の決断を下せなかったことを悔しがっていたという。10月3日にヴィットーリオ・エマヌエーレ2世が指揮するサルデーニャ軍が南イタリアに到着した。中立の教皇領を侵犯して突如現れたサルデーニャ軍に背後を突かれ挟撃される形になったブルボン軍は最後の望みに賭けてガエータ要塞に籠城した。
ブルボン軍との交戦で南部軍は大きな打撃を受けたが、ブルボン朝への崇敬の念が篤い南イタリア住民は新たに義勇軍に加わろうとしなかったので新兵の補填は困難だった。ガリバルディはサルデーニャ軍に主導権を譲らざるを得なくなった。カヴールはガリバルディやナポリに集まっていた共和主義者らにイタリア統一運動の主導権を握られることを嫌い、何とか主導権を奪還しようと手を尽くしていたがそれが功を奏した。カヴールは「まずナポリの秩序を回復し、続いてフランチェスコ2世を降伏させる。順序が逆であってはならない。」と語ったが、両シチリア王国征服の手柄を彼らに与えてはならないと考えていた。
カヴールは、南イタリア・シチリア（両シチリア王国の領土）のサルデーニャ王国の併合の是非を問う住民投票を10月21日に実施すると布告した。カヴールは議会で住民投票の目的を「専制主義や、クロムウェルの独裁的な手中にも陥らせないため」だと述べた。カヴールはガリバルディの統治を、イギリスの独裁者クロムウェルになぞらえて批判した。カヴールの住民投票の布告を受けて、ガリバルディはどのようにカヴールに対抗したらよいかわからず右往左往していた。あるイギリス人義勇兵は「ガリバルディは戦場では第一級の戦士だが、政治に関しては子どもだ」と評した。
実施された住民投票の内容は「人民は、ヴィットーリオ・エマヌエーレとその正統な後継者による不可分なイタリアを欲するか否か」に賛否を表明するという形式だった。住民投票の結果は併合賛成票が圧倒的多数だったとサルデーニャ王国は発表し、南イタリア・シチリアはサルデーニャ王国に併合された。有効投票数の99％が併合への賛成票だったと発表されたが、これは不正選挙だったと考えられている。この住民投票は無記名投票だったので大規模な不正が可能だった。小説『山猫』では反対票が１票もなかったとされた地区で、登場人物が「自分は反対票を投じたはずだ」と抗議するシーンがある。
1860年10月26日の朝にヴィットーリオ・エマヌエーレ2世とガリバルディはテアーノで会見した。双方とも騎乗したまま握手を交わした。

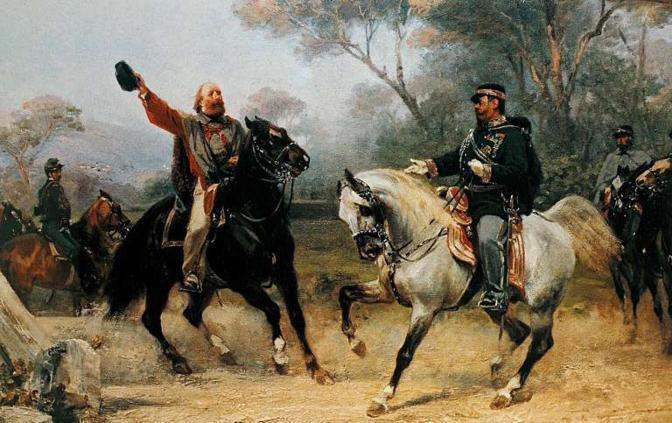
テアーノの会見

テアーノの会見は、ガリバルディがヴィットーリオ・エマヌエーレ2世に征服した領土を進んで献上したという美談として語られている。しかし実際の会見は冷淡なもので、国王はガリバルディに国軍に従うよう手短に命じただけであり、サルデーニャ軍の将校たちは民間の一義勇軍に過ぎないとしてガリバルディを見下していた。ガリバルディが国王に征服した領土を「献上」したのは、ただ住民投票の結果に従っただけに過ぎず、ガリバルディの本意ではなかった。ガリバルディは旧両シチリア王国領の統治権を1年間認めてくれるよう懇願したが、拒絶された。このことはカヴールの政治的勝利とガリバルディの政治的敗北を意味した。ガリバルディはサルデーニャ海軍のカルロ・ペルサーノ提督に「奴（カヴール）は人間をまるでオレンジのように扱う。最後の一滴まで汁を搾り取り、残りかすは隅に投げ捨てるという訳だ。」と語った。
1860年11月4日にはマルケとウンブリアでも住民投票が実施され、サルデーニャ王国に併合された。

#### ガエータ要塞の陥落と両シチリア王国の滅亡

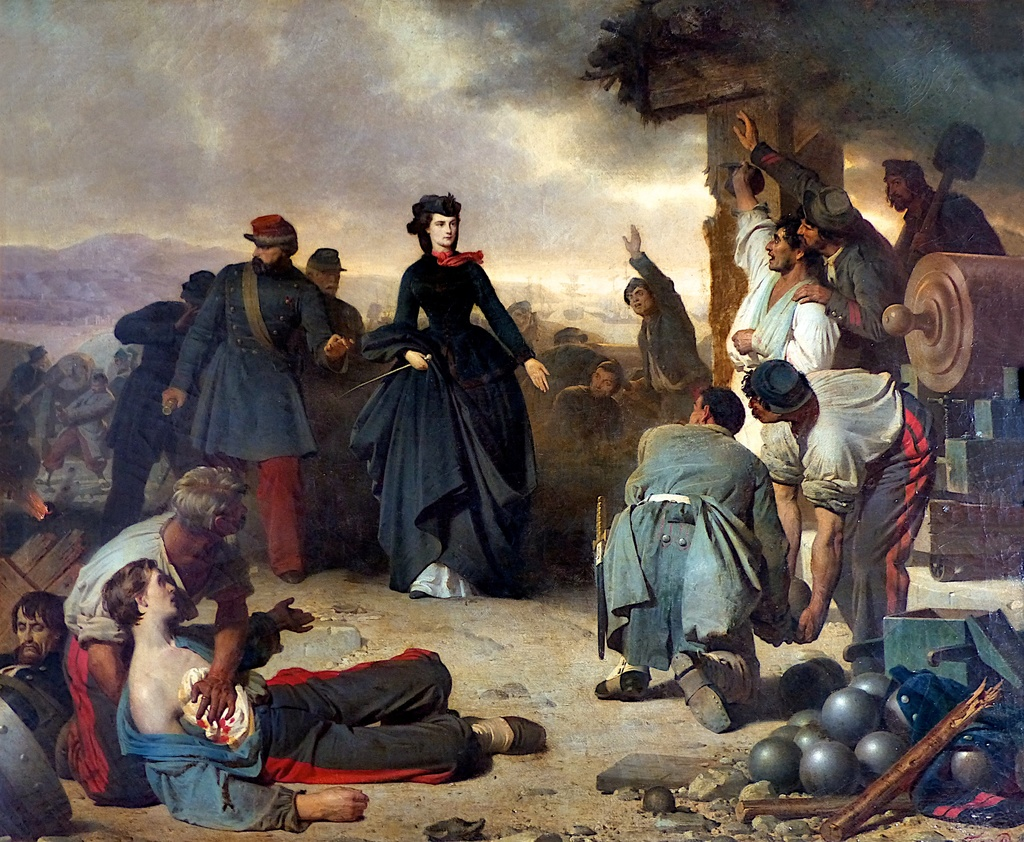
ガエータで将兵を鼓舞する王妃マリア・ソフィア

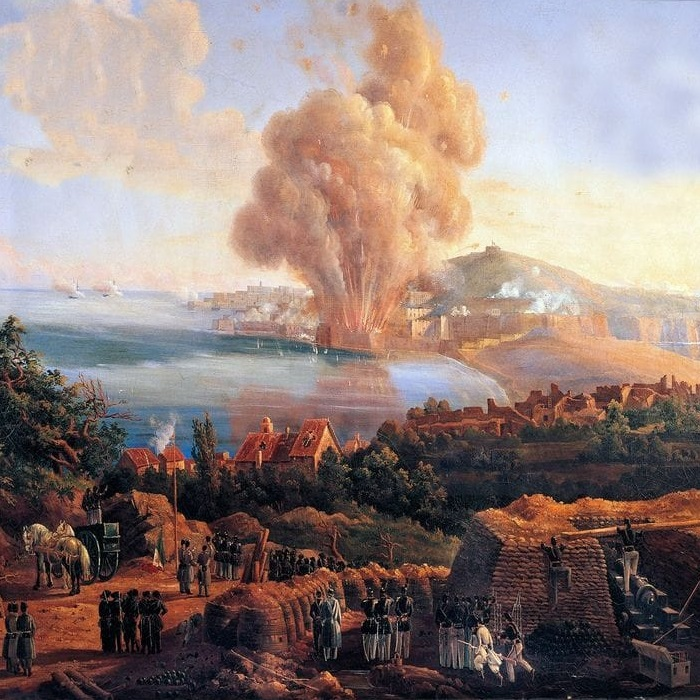
火薬庫の暴発で大きな被害を受けたガエータ要塞

フランチェスコ2世国王夫妻が指揮するブルボン軍はオーストリア（オーストリア皇后エリーザベトはマリア・ソフィアの実姉である）などからの援軍を期待しガエータ要塞に籠城した。サルデーニャ軍はガエータを包囲し、ガエータへの砲撃を行った。気弱なフランチェスコ2世に代わって王妃マリア・ソフィアが危険を省みず自ら兵士を鼓舞して回り、負傷兵を見舞った。
教皇領の侵犯を危惧する国内のカトリック勢力の動向もあり、ナポレオン３世はガエータ沖にフランスの軍艦を停泊させ動向を注視していたが、1861年1月19日に軍艦を引き上げさせた。オーストリアが軍を集結させているという情報もあり包囲戦が長引けば外国の干渉を招く恐れがあることと、この頃ブリガンテなどの統一への抵抗が活発化しカヴールは前年1860年12月14日に抵抗する南部住民を容赦なく弾圧するよう国王に上奏していたが（後の節で述べる）それのために兵を割かなければならず、これらの理由からブルボン軍の早期降伏をカヴールは望んだ。カヴールはライフリングの施された新型の大砲をスウェーデンに発注して導入し、ガエータ要塞の防御能力の低かった海側からも攻撃するためブルボン海軍から寝返った艦隊を動員して海上に配置し、同年2月に海陸双方からガエータへの大規模な砲撃を決行した。8,000発以上の大砲がガエータに打ち込まれ、そのうちの一発が火薬庫に着弾し大爆発を起こし要塞は大きな被害を受けた。長引く籠城戦でブルボン兵士の間でチフスが蔓延していたことと、火薬庫の暴発で大量の武器が失われ継戦が困難になったことで、2月13日にフランチェスコ2世国王夫妻はサルデーニャ軍に降伏した。フランチェスコ2世国王夫妻はローマ教皇領へ退去した。教皇ピウス９世は、かつて1848年の革命のときに両シチリア王国が自分を匿ってくれた恩義があったので、亡命してきた国王夫妻にクイリナーレ宮殿を住居として提供した。
フランチェスコ2世国王夫妻は退位後も南イタリアに一定の影響力を保持し続けていた。南イタリアでブリガンテがさらに活動を活発化させると、ベッティーノ・リカーゾリは「ブリガンテの活動はフランチェスコ2世とローマ教皇の扇動によるものだ」と批判した。イタリア統一を望む民族主義者らはマリア・ソフィアの社会的地位の失墜を図るため、マリア・ソフィアの顔写真と別の女性のヌード写真を合成し頒布するという卑劣な政治工作を行った。また彼らはマリア・ソフィアの暗殺も企てていた。
ガエータの陥落により、統一運動の目標はほとんど達成され、ローマとヴェネトのみが残された。1861年2月18日、ヴィットーリオ・エマヌエーレ2世はトリノで第8期サルデーニャ議会を召集した。3月14日に議会はヴィットーリオ・エマヌエーレ2世をイタリア王と宣言し、3月27日にはローマを首都と宣言した（依然として王国の統治下には入っていなかったが）。この3か月後、国内外の様々な問題が山積するなかカヴールが急逝した。彼の最期の言葉は友人のミケランジェロ・カステッリによれば「イタリアは創られた 全てが救われた」だったという。

## ヴェネトとローマの併合

### アスプロモンテと9月協定
イタリアの統一はマッツィーニら民主派が望んだ人民革命によるものではなく、サルデーニャ王国によるイタリア諸国の吸収合併という形で完成しつつあった。そして、「アルプスからアドリア海までの自由」を掲げた統一運動は残されたローマとヴェネトに焦点が合わされた。だが、問題があった。教皇の俗界主権に対する挑戦は世界中のカトリック信者から大きな不信の目で見られ、加えてフランス軍がローマに駐留していた。ローマの扱いについては新生イタリア政府内でも意見が分かれ、保守派はローマ併合に反対しており、ヴィットーリオ・エマヌエーレ2世もヴェネト地方回収を優先させる考えだったが、生前のカヴールは速やかな併合を主張し、教皇庁やフランスと交渉しており、彼の後継者のベッティーノ・リカーソリ首相、その次のウルバーノ・ラッタッツィ首相もローマ併合を急ぐ考えだった。

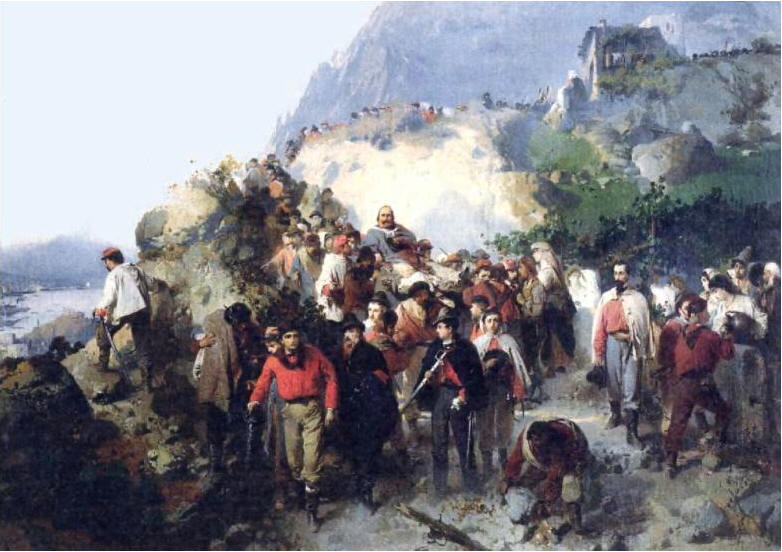
アスプロモンテで王国軍にローマへの進軍を阻まれたガリバルディと義勇兵
1863年頃画

ローマに対する政府の方針は一枚岩ではなかったが、今や国民的英雄となっていたガリバルディは自分が行動を起こせば、政府は支持すると信じていた。1862年6月に彼はジェノヴァを出航し、再びパレルモに上陸して「ローマか死か」(Roma o Morte) をスローガンに義勇兵を集めた。国王の命令に忠実なメッシーナの守備隊は彼らの本土への渡航を禁止した。2,000人を数える彼の義勇兵集団は南に向かいカターニアから出航した。ガリバルディは勝者としてローマの門をくぐるか、さもなくば城壁の下で死ぬと宣言した。彼は8月14日にメーリトに上陸し、カラブリアの山脈を行軍した。
イタリア政府はこの努力を支持するどころか、強く反対した。チャルディーニ将軍は、義勇兵集団に対してパラビチーノ大佐指揮下の正規軍師団を差し向けた。8月28日に両軍はアスプロモンテで対峙した。義勇兵が偶発的に発砲をし、次いで銃撃戦となったが、ガリバルディはイタリア王国の仲間に対して応戦することを禁じた。義勇兵の中から数人の犠牲者が出て、ガリバルディ自身も負傷し、多くが捕虜となった。ガリバルディは蒸気船ヴァリニャーノ号で護送され、丁重な扱いながら囚人となるが、彼を擁護する世論が高まり、結局、釈放された。
一方、ヴィットーリオ・エマヌエーレ2世は教皇国家の安全な獲得手段を模索していた。彼はフランス軍のローマからの撤退を条約を通して実現しようとし、1864年9月にナポレオン3世と会見して9月協定を締結した。協定により、フランス皇帝はイタリアがローマを攻撃しないことを条件に2年以内のフランス軍のローマからの撤退に同意した。この協定にはローマ攻撃をしない意思表示としての遷都の秘密条項が含まれており、これが公にされたことで激しい抗議行動が引き起こされている。1865年に政府所在地は、旧サルデーニャ首都のトリノからフィレンツェへ移され、この地で最初の国会が召集された。
1866年12月、教皇の引き止めにも関わらず、最後のフランス兵がローマを出立した。フランス軍の撤退により（ヴェネツィアとサヴォイを除く）イタリアから外国軍兵士の姿が消えた。

### 第三次イタリア独立戦争

リッサ海戦
Carl Frederik Sorensen画。1869年

1866年6月、ドイツの主導権をめぐって争っていたオーストリアとプロイセンが開戦した（普墺戦争）。オーストリアが支配していたヴェネト地方を奪取する好機と考えたイタリアはプロイセンと同盟を結んだ。オーストリアは中立の見返りにヴェネト地方を譲渡するとイタリア政府を説得したものの、4月8日にプロイセンはイタリアがヴェネツィアを獲得することを支持する協定を締結し、6月20日にイタリアはオーストリアに宣戦布告をした。この戦争はイタリア統一のコンテクストの中では第三次イタリア独立戦争と呼ばれる。
ヴィットーリオ・エマヌエーレ2世はヴェネト地方を奪取すべく軍を率いて急ぎミンチョ川を越え、一方、ガリバルディはアルプス猟兵隊を率いてチロルに攻め入った。だが、この作戦は大失敗に終わった。6月24日のクストーツァの戦いでイタリア陸軍はオーストリア軍に敗れた。そして、7月20日にはリッサ海戦でイタリア艦隊がオーストリア艦隊に大敗を喫する。もっとも、イタリアは完全に運命に見捨てられた訳でもなく、その後、ガリバルディの義勇兵たちが、ベッツェッカの戦いでオーストリア軍を打ち破り、トレントへ進軍している。
一方、プロイセン軍は優勢に戦いを進め、事実上の決戦となった7月6日のケーニヒグレーツの戦いで勝利するとプロイセン首相ビスマルクは戦争目的は既に達せられたと判断し、7月27日にオーストリアと休戦協定を結んだ。イタリアは8月12日に公式に武器を置いており、成功裏に進軍していたガリバルディは司令部からの撤兵命令に対し、「従おう」(Io obbedisco) とだけの短い電文を返している。
戦争ではイタリア軍は弱さを露呈したものの、北方でのプロイセン軍の勝利により、オーストリアはヴェネト地方の割譲に従わざる得なかった。10月12日に締結されたウィーン条約の条項に基づき、オーストリア皇帝は、1859年の戦争と時と同じく、まずフランスにヴェネトを譲渡し、次いでフランスが先年に割譲されたニースとサヴォアとの交換として、10月19日にヴェネト地方をイタリアへ譲渡した。イタリア王国がイタリア人の土地と主張する領土全てが割譲された訳ではなく、南チロル（トレンティーノ）、旧ヴェネツィア共和国領の内のトリエステ、イストリアなどがオーストリア領に残された。
ウィーン条約ではヴェネト地方の帰属は住民投票の結果によって決められることになっており、10月21日と22日に行われた住民投票でヴェネト地方の住民は圧倒的多数でイタリアとの合併を選択した。僅か0.01%（有権者647,236人中僅か69人）が併合に反対しただけであり、歴史家たちはヴェネチアでの住民投票が軍隊の圧力の元で行われたことを指摘している。ヴィットーリオ・エマヌエーレ2世はヴェネト地方そしてヴェネツィアの町に入り、サン・マルコ寺院を参拝した。

### ローマ占領

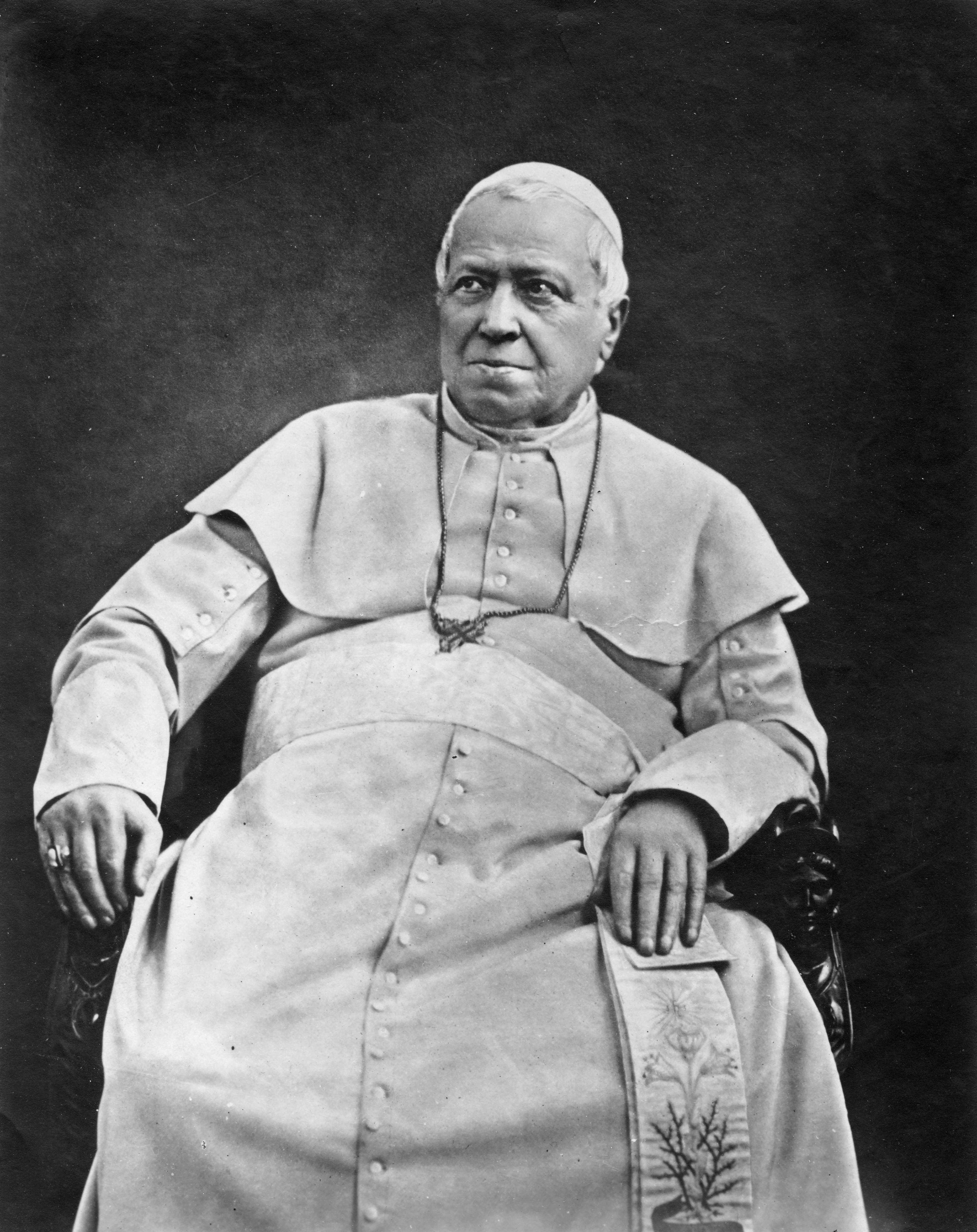
教皇ピウス9世
1878年撮影

教皇領の大部分をイタリア王国に奪われ、さらにはローマまで脅かされていた教皇ピウス9世は1864年に『誤謬表』を公布して自然主義、合理主義、宗教的寛容主義、社会主義、共産主義そして近代的自由主義といった近代思想・文化を誤りであるとして批判し、近代社会との対決姿勢を示している。
一方、民主派の動向は未だ共和主義を唱えるマッツィーニが1862年に「神聖方陣」（Falange sàcra）を結成するが、既に彼の影響力は低下しており、勢力を伸ばすことができずにいた。活動の場を国際社会に求め、「国際労働者協会」（第一インターナショナル）に参加し、1866年には「共和同盟」（Alleanza repubblicana）を結成するも、労働運動の潮流はカール・マルクスやミハイル・バクーニンの階級闘争が主流となっており、マッツィーニの階級調和を求める友愛組合的運動は時代に取り残されていた。

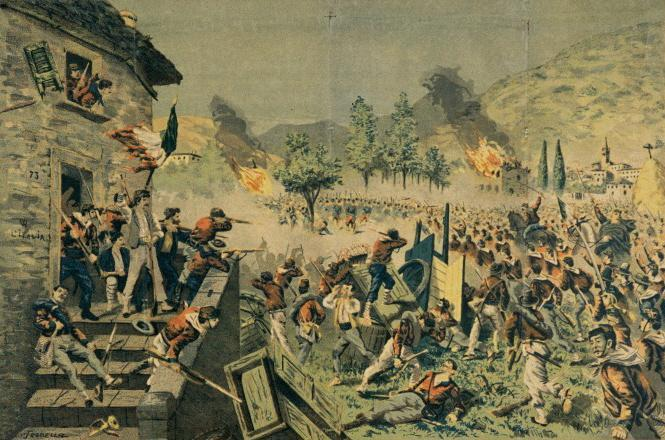
メンターナの戦い
T. Rodella画。1880年頃

この頃、ガリバルディの反教皇主義は過激さを増しており、議会選挙演説で教皇を「強奪者」、教皇庁を「毒ヘビの巣」と罵り、ジュネーブで開催された国際和平会議でも極端な反カトリックの言辞を繰り返し、激しい反発を受けるほどだった。ガリバルディによるローマ攻撃が差し迫るとナポレオン3世はイタリア政府に圧力をかけるが、イタリア政府は曖昧な態度をとり、ガリバルディを完全に抑えようとはしなかった。
1867年10月にガリバルディは7,000人の義勇兵を率いてローマを占領するための2度目の軍事的冒険を敢行した。だが、ローマ市内から蜂起を起こす工作は不発に終わり、貧弱な装備の彼の軍隊は、再派遣されたフランス軍部隊が加わって増強された教皇軍により、メンターナの戦いで撃破されてしまう。その後、フランス軍はローマに駐留し続けた。
1869年、教皇ピウス9世は300年ぶりとなる第1バチカン公会議を召集した。公会議では教皇首位説、教皇不可謬説が宣言され、改めて近代思想・文化を誤謬として排斥する姿勢を示したが、普仏戦争の勃発により中断を余儀なくされる。
1870年7月の普仏戦争開戦に際してナポレオン3世は8月にローマ駐留部隊を呼び戻し、教皇国家の防備は弱体化した。だが、イタリア政府はセダンの戦いで第二帝政が崩壊するまで、行動を差し控えた。ナポレオン3世の敗北が明白になると、ヴィットーリオ・エマヌエーレ2世はグスタボ・ポンツァ・ディ・サン・マルティーノ伯爵を教皇ピウス9世の元に派遣し、教皇を保護する名目でイタリア軍をローマに入れると云う形式で教皇の体面を保たせる提案をした手紙を手渡した。だが、教皇ピウス9世はこの提案を拒絶する。

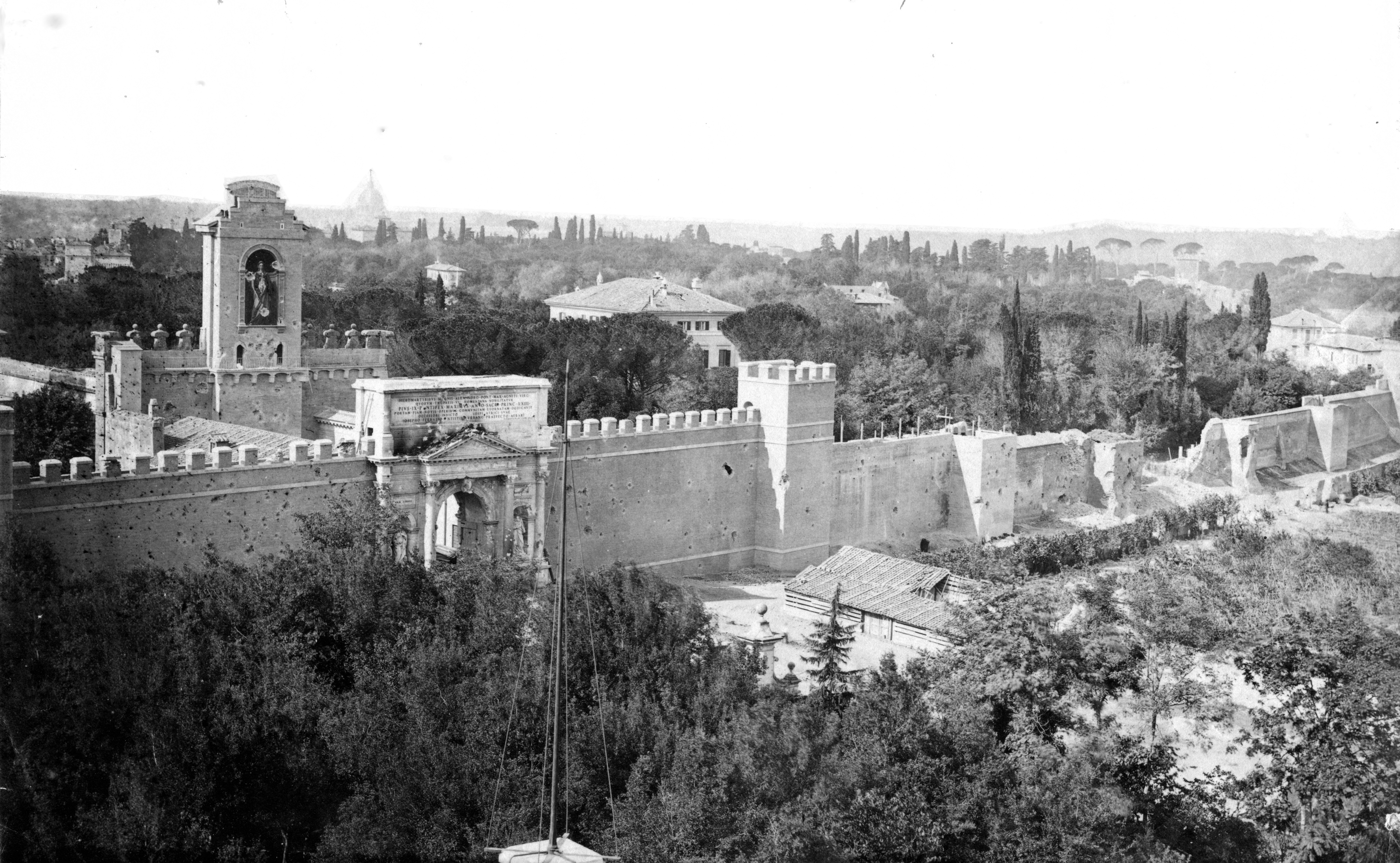
イタリア軍の攻撃で破壊されたピア門

9月11日にラファエル・カドルナ将軍率いるイタリア軍が教皇国家との境界を越え、教皇との交渉が成立して平和的な入城が出来ることを望んで、ローマへ向かってゆっくりと進軍した。9月19日にイタリア軍はアウレリアヌス城壁の前に到着し、ローマを包囲下に置いた。教皇ピウス9世は敗北は避けえないと理解してはいたが、それでもなお教皇庁は無法な暴力に屈したと世界に示すために、彼の兵士たちに象徴的な抵抗を行うよう命じた。
9月20日、3時間の砲撃の後、ベルサリエリ（狙撃兵部隊）がピア門を突破して市内に入り、ピア通りを進軍した。この戦いでイタリア軍将校4人と兵士49人、教皇軍兵士19人が戦死した。
10月2日、ローマとラティウムでイタリア王国への合併の賛否を問う住民投票が行われた。住民投票の結果を受け、10月9日に併合が実施された。1871年7月1日、フィレンツェからローマへの遷都が行われた。

## 年表
| 西暦   | イタリア統一関連事項 | 参考事項 |
| ------ | --- | --- |
| 1814年 | （4月）イタリア副王ウジェーヌ・ド・ボアルネがオーストリアに降伏。イタリア王国崩壊 （5月）旧イタリア諸国の君主が復帰 （9月）ウィーン会議（-1815年） | （4月）ナポレオン退位 |
| 1815年 | （1月）サルデーニャ王国が正式にジェノヴァ共和国を併合。 （4月）ロンバルド＝ヴェネト王国成立 （5月）トレンティーノの戦い、ナポリ王ジョアシャン・ミュラ敗北 （10月）元ナポリ王ミュラ、銃殺刑に処される。 | （3-6月）ナポレオンの百日天下 （6月）ワーテルローの戦い |
| 1816年 | （12月）ナポリ王国とシチリア王国が統合され、両シチリア王国成立。 | （7月）アルゼンチン独立宣言 |
| 1818年 | | （2月）チリ独立宣言 |
| 1820年 | （7月）ナポリ革命とシチリア革命 | （1月）スペイン立憲革命 |
| 1821年 | （3月）ピエモンテ革命。サルデーニャ王ヴィットーリオ・エマヌエーレ1世退位。カルロ・フェリーチェ即位 | （3月）ギリシャ独立戦争勃発 （9月）メキシコ独立 |
| 1823年 | （8月）教皇ピウス7世死去。9月にレオ12世選出 | （12月）アメリカ、モンロー宣言 |
| 1825年 | | （12月）ロシアでデカブリストの乱 |
| 1827年 | （6月）アレッサンドロ・マンゾーニ作『いいなづけ』出版 | |
| 1829年 | （2月）教皇レオ12世死去。3月にピウス8世が選出 | |
| 1830年 | （11月）教皇ピウス8世死去 | （7月）フランス7月革命 （11月）ポーランドで11月蜂起 |
| 1831年 | （2月）中部イタリア革命 （2月）教皇グレゴリウス16世選出 （4月）サルデーニャ王カルロ・フェリーチェ死去。カルロ・アルベルト即位 （6月）ジュゼッペ・マッツィーニが青年イタリアを結成。 | |
| 1833年 | （4月）青年イタリア、ピエモンテで蜂起を計画するが失敗。 | |
| 1834年 | （3月）青年イタリア、ジェノヴァとサヴォワで蜂起を計画するが失敗。 （4月）マッツィーニ、青年ヨーロッパを結成 | （この年） ドイツ関税同盟成立 |
| 1835年 | | （3月）オーストリア皇帝フランツ1世死去、フェルディナント1世即位 |
| 1837年 | | （6月）イギリスでヴィクトリア女王が即位 （この年）イギリスでチャーチスト運動 |
| 1839年 | （10月）第1回科学者会議開催 | |
| 1840年 | | （6月）アヘン戦争勃発（-1842年） |
| 1843年 | （8月）ヴィンチェンツォ・ジョベルティが『イタリア人の倫理的、市民的優位について』を出版。 | |
| 1846年 | （6月）教皇グレゴリウス16世死去。ピウス9世選出 | （4月）米墨戦争開戦（-1848年） |
| 1847年 | （12月）カミッロ・カヴール編集の『イル・リソルジメント』刊行 | |
| 1848年 | （2月）シチリアで反乱が発生。両シチリア王国が憲法発布 （2-3月）トスカーナ大公国、サルデーニャ王国、教皇国家が憲法発布 （3月）ミラノで反乱。（ミラノの5日間） （3月）ヴェネトで反乱、ヴェネト共和国建国。 （3月）サルデーニャ王国、オーストリアに宣戦布告。（第一次イタリア独立戦争） （4月）教皇ピウス9世が対オーストリア戦線から離脱。両シチリアも反動政策に転じる。 （7月）クストーツァの戦い、オーストリア軍勝利 （11月）教皇ピウス9世がガエータへ逃亡。 | （2月）マルクスとエンゲルスが「共産党宣言」を発表。 （2月）フランス2月革命 （3月）第一次ウィーン蜂起。メッテルニヒ罷免。（ドイツ3月革命） （3月）ベルリン蜂起（ドイツ3月革命） （5月）フランクフルト国民議会成立 （6月）フランスで六月蜂起鎮圧 （10月）ウィーンでの十月革命、鎮圧される。 （11-12月）プロイセンで反革命派の巻き返し。 （12月）ルイ＝ナポレオンがフランス大統領に選出。 （12月）オーストリア皇帝フェルディナント1世退位、フランツ・ヨーゼフ1世即位 |
| 1849年 | （2月）ローマ共和国建国 （3月）ノヴァーラの戦い、オーストリア軍がサルデーニャ軍に勝利 （3月）サルデーニャ王カルロ・アルベルト退位。ヴィットーリオ・エマヌエーレ2世即位。 （6月）ローマ降伏。ローマ共和国崩壊 （8月）ヴェネツィア降伏。ヴェネト共和国崩壊。1848-49年革命は完全に瓦解。 | （3月）フランクフルト国民議会、ドイツ国憲法を決議。（プロイセン憲法闘争） （7月）ラーシュタット砦陥落。ドイツ3月革命終焉 |
| 1850年 | | （12月）太平天国の乱（-1864年） |
| 1852年 | （11月）カミッロ・カヴールがサルデーニャ首相に就任。 | （12月）ルイ＝ナポレオン、フランス皇帝に即位 |
| 1853年 | （2月）マッツィーニのミラノ蜂起計画が失敗。 | （7月）ペリー提督が浦賀に来航。 |
| 1854年 | | （3月）クリミア戦争（-1856年） |
| 1856年 | | （2月）パリ講和会議。クリミア戦争終結 |
| 1857年 | （6-7月）カルロ・ピカーサとマッツィーニの南北同時蜂起計画が失敗。 （8月）ダニエーレ・マニンらが「イタリア国民協会」を結成。 | （5月）インド大反乱（-1858年） （10月）アロー戦争（-1858年） |
| 1858年 | （1月）ナポレオン3世暗殺未遂事件（オルシーニ事件） （7月）プロンビエールの密約 | |
| 1859年 | （3月）第二次イタリア独立戦争開戦 （6月）マジェンタの戦い、ソルフェリーノの戦いでフランス＝サルデーニャ連合軍がオーストリア軍に勝利。 （7月）ヴィッラフランカの講和 トスカーナ、モデナ、パルマそして教皇国家レガツィオーネ地方で反乱。 | |
| 1860年 | （3月）サルデーニャとトスカーナ、モデナ、パルマそしてレガツィオーネ地方が合併。 （5月）ジュゼッペ・ガリバルディ率いる千人隊がシチリアへ遠征。7月までに同島を制圧。 （9月）ガリバルディ、ナポリ入城。 （9月）サルデーニャ軍が教皇国家に侵攻。 （10月）ガリバルディとヴィットーリオ・エマヌエーレ2世が会見。（テアーノの握手） （10-11月）住民投票により、シチリア、ナポリ、マルケとウルビーノがサルデーニャとの合併を決定。                                  | |
| 1861年 | （2月）ガエータ降伏。両シチリア王フランチェスコ2世亡命 （3月）サルデーニャ議会がイタリア王国建国を宣言。 （6月）カヴール死去 | （2月）ロシアが農奴解放令を発布。 （2月）南北戦争開戦（-1865年） |
| 1862年 | （8月）ローマ解放を目指すガリバルディの義勇軍がアスプロモンテで王国軍に降伏。（アスプロモンテの変） | （9月）リンカーンが奴隷解放宣言を行う。 （9月）ビスマルクが鉄血演説を行う。 |
| 1864年 | （9月）フランスとイタリア間でローマに関する9月協定が締結される。 （12月）教皇ピウス9世が誤謬表を公布。 | （2月）第二次シュレースヴィヒ＝ホルシュタイン戦争（-10月） （9月）「国際労働者協会」（第一インターナショナル）結成 |
| 1865年 | （12月）イタリア王国、フィレンツェに遷都。 | （4月）リンカーン大統領暗殺事件 |
| 1866年 | （6月）イタリアがオーストリアに宣戦布告。（第三次イタリア独立戦争） （7-8月）クストーツァの戦いとリッサ海戦でイタリア軍が敗北。 （10月）ウィーン条約。イタリアがヴェネト地方を併合。 | （6月）普墺戦争開戦 （7月）ケーニヒグレーツの戦い、プロイセン軍勝利。 （8月）プラハ条約、プロイセンとオーストリアが講和。 |
| 1867年 | （11月）メンターナの戦い、ガリバルディの義勇軍が教皇軍に敗れる。 | （4月）パリ万国博覧会開幕 （5月）オーストリア＝ハンガリー帝国成立 （6月）メキシコ皇帝マクシミリアン処刑 （10月）マルクスが『資本論』第1部を刊行。 （11月）大政奉還 |
| 1868年 | | （1月）戊辰戦争勃発（-1869年） |
| 1869年 | （12月）第1バチカン公会議（-1870年） | （11月）スエズ運河開通 （この年）東京奠都 |
| 1870年 | （9月）イタリア軍がローマを占領。 （10月）イタリア王国、住民投票によりローマを併合。 | （7月）普仏戦争開戦 （9月）セダンの戦い、プロイセン軍勝利、ナポレオン3世は捕虜になる。 |
| 1871年 | （5月）イタリアが教皇保障法を制定するも、教皇ピウス9世はこれを拒否。 （7月）イタリア王国、ローマに遷都。 | （1月）ドイツ帝国成立 （3-5月）パリ・コミューン （8月）廃藩置県 （12月）岩倉使節団出発 |

### 領土の変遷

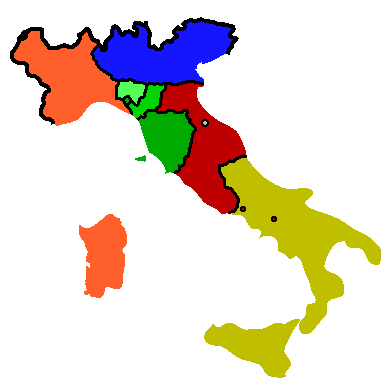
1859年のイタリア。 ウィーン会議以降、イタリアには8-12カ国が分立していた。
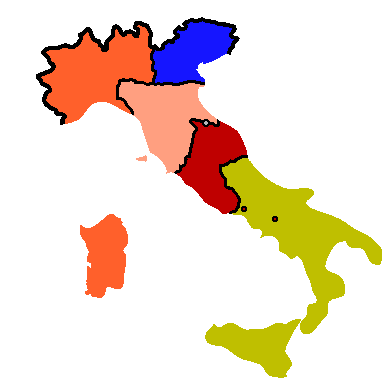
1860年のイタリア。 第二次イタリア独立戦争の結果、サルデーニャ王国はロンバルディア州、トスカーナ大公国、モデナ公国、パルマ公国、そして教皇国家のレガツィオーネ地域を併合した。
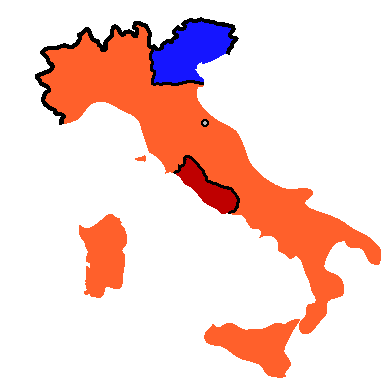
1861年のイタリア。 ガリバルディが南イタリアを征服し、イタリア王国が成立した。
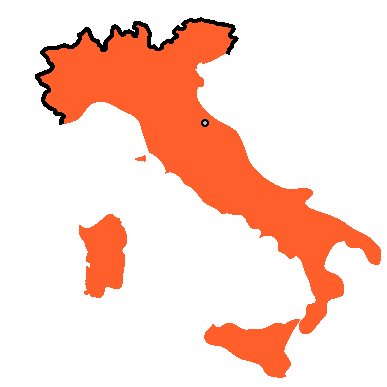
1870年のイタリア。 イタリア王国は普墺戦争（第三次イタリア独立戦争）に参戦して、ヴェネトを獲得。普仏戦争でフランス第二帝政が瓦解したことにより、ローマを含む教皇国家の領土を占領した。
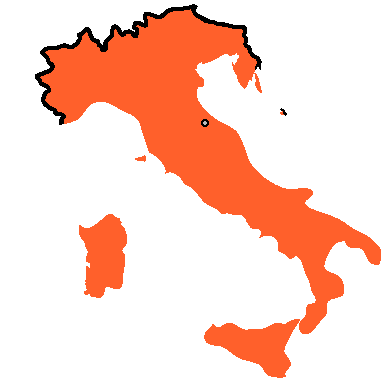
1919年のイタリア。 第一次世界大戦で連合軍側で参戦したイタリアはサン＝ジェルマン条約で未回収のイタリアを併合した。

| サルデーニャ王国→イタリア王国 オーストリア領ロンバルド＝ヴェネト王国 | 教皇国家 教皇国家（1861年 - ） | トスカーナ大公国、モデナ公国、パルマ公国、その他1-2小国 両シチリア王国 |

※北東部の小国サンマリノ共和国は独立を維持し続けている。

## 統一以後

### 南部問題の発生

1871年のイタリアの工業化指数。濃い色ほど工業化が進んでいることを示す。南イタリアは工業化が立ち遅れていることが分かる。

先に述べた通り経済的発展が立ち遅れていた両シチリア王国を併合する予定は宰相カミッロ・カヴールにはなかった（一説には両シチリア王国を残置させたまま連邦制度を導入してイタリア統一を達成する構想だったとも）。しかしジュゼッペ・ガリバルディの千人隊の遠征によってカヴールはイタリア全土の統一へ方針転換を迫られることになった。
南北イタリア間の経済格差問題や南部に対する差別などの問題は、総称して南部問題と呼ばれる。南部問題の根底をなす様々な要素はイタリア統一以前から存在していたが、統一によってそれがより顕在化した。北村暁夫は南部問題を「南イタリアが北部や中部に比べて経済的・社会的に後進的な状態にあり、それがイタリア全体の発展にとって妨げになっているという認識のあり方を指す」と定義している。
北イタリア人やイタリア各地の自由主義者らは南部住民に対して偏見を持っていた。のちに首相に就任するルイージ・ファリーニは1860年のカヴール宛ての書簡で「（南イタリアの）モリーゼ・テッラ・ディ・ラヴォーロは何という野蛮な地域だ。まるでアフリカだ。この地域の農民に比べればベドウィン（アフリカの遊牧民）の方がまだ文明的だ。」と吐露している。またファリーニは「南部の住民約700万人のなかにイタリア統一を欲する人物は100人もいない。自由主義者などここには一人もいない。このようなクズ連中を一体どうすれば良いのか。奴らにむち打ち刑でも課すことができれば、奴らを矯正できると思うのだが。」とも放言している。先に述べた通り南イタリアは熱心なキリスト教信者や統治するブルボン朝へ崇敬の念を抱く住民が多いのが特徴で、ガリバルディの征服に反発する住民の反乱・抗議活動が頻発していた。国家と一般大衆による自由主義者に対する厳しい迫害・弾圧・差別が行われていた祖国両シチリア王国からサルデーニャ王国へ亡命したフランチェスコ・トリンケーラ（Trinchera Francesco Paolo）は、祖国の民衆を次のように述べている。トリンケーラの考えは国民の野蛮さ・無知蒙昧さ・民度の低さゆえブルボン朝のような悪政を行う政体が存続している、というものだった。
南部住民は北イタリア人とは異なる「人種」であるという理論も存在した。少し時代は下るが、生物学的に退化し犯罪を犯しやすい精神的気質を持つ「生来性犯罪者」という概念を創出したイタリアユダヤ人のチェーザレ・ロンブローゾは、イタリア北部住民と南部住民では「人種」に違いがあり、「金髪」の人物が多い北部では犯罪発生率が少なく、「金髪」の人物が少ない南部では犯罪発生率が多いと論じた。ロンブローゾに師事したエンリコ・フェリはロンブローゾ学説を発展させ、北部住民はゲルマン人・スラブ人・ケルト人の血を引き、南部住民はアラブ人・フェニキア人・ギリシャ人の血を引いているが、南部住民はアフリカやオリエントの血統を引いているがゆえに犯罪率が高いと論じた。ロンブローゾ学説の流れを汲むアルフレード・ニチェーフォロは、南部住民は罪を犯しやすい精神的気質と野蛮さゆえブリガンテやマフィア・カモッラなどの凶悪犯罪者集団を生み出してきたと論じた。そして南部住民のそれらの精神的気質を治療するためには北イタリア人による南部の「文明化」が必要だと訴えた。
南北の経済格差については諸説あるが、併合の前からイタリア南部はイタリア北部よりも経済的・文化的水準が半世紀ほど立ち遅れていた、とするのが一般的な学説である（当時の南部の状況はジョージ・ギッシング『南イタリア周遊記』に詳しい）。ただしサルデーニャ王国は莫大な財政赤字を抱えていたが両シチリア王国は財政赤字を抱えていなかったことと、両シチリア王国時代よりもイタリア王国時代の方が南部住民の税負担が増大したことは事実とされ、また両シチリア王国では保護貿易主義を採用しブルボン朝によって殖産興業政策が行われていたが、併合されて保護関税がなくなり安価な北部の工業製品が南部に流入して南部の製造業は打撃を受けたという面も存在する。最近の研究では、南北の経済格差は統一前から確かに存在していたが、工業化が達成され社会が成熟していたイギリスやフランスに比べればイタリア全体が立ち遅れていて南北の経済格差は微々たるものだったというピエロ・ベヴィラクワの新説が注目を集めている。新説に基づけば、南北の経済水準は統一後により格差が開いていったのだという。
イタリア統一が達成されても南部のインフラ整備は遅れた。カヴールがヴィッラフランカの休戦を巡って国王ヴィットーリオ・エマヌエーレ2世と対立し首相を辞任したとき、ラ・マルモラが短期間首相を務めたが、ラ・マルモラ内閣が制定した公教育法（通称カザーティ法）は学校の設置を地方自治体（コムーネ）に丸投げし「自治体の能力に応じ、かつ住民の必要に応じて設置するものとする」というあいまいな規定になっていた。この法律は併合された地域に画一的に適用され、北部では学校の設置が進んだが、貧しい南部では学校の整備が進まず南北で教育格差が広がった。また南部の教育現場では聖職者が教鞭をとるケースが非常に多く、北部のように教育と宗教の分離がなかなか進まなかった。南部は公衆衛生も不十分でありマラリアが蔓延していた。ジュスティーノ・フォルトゥナートは「南部の歴史はマラリアの歴史である」と言った
カヴールは1861年に死去したため南部問題解決のために行った政策は多くはないが、良くも悪くも南部と北部の様々な違いを十分に理解していたカヴールは地方分権の道を模索していた。カヴールは1861年6月に急死したため、地方自治の構想がどのようなものだったのか不明確で様々な説が存在する。カヴールが生前残した議会演説や書簡類から類推して、一説にはある程度の地方自治を認める「州」制度のようなものを導入する構想だったとも言われ、少なくともシチリアに関しては権限を大幅に委譲する計画があることをカヴールは生前示唆していた。ただし後で述べるようにブリガンテなど抵抗する南部住民に関しては容赦なく弾圧するよう国王に上奏している。カヴールのこれらの地方自治構想を2代首相のベッティーノ・リカーゾリは踏襲せず、中央集権的な地方統治機構が作り上げられた。

### ブリガンテの取り締まり
ブリガンテ（イタリア語表記ではBrigante）は、日本語では「山賊」「匪賊」と訳されるが定訳はない。山賊はシチリア・ブルボン朝統治時代から南イタリアに存在していたが、ガリバルディによる両シチリア王国への遠征が開始されると、ブリガンテは南イタリアで活動を活発化させた。フランチェスコ2世国王夫妻がブリガンテに協力を求めたことで、ブリガンテは「ブルボン朝の守護・再興」という錦の御旗を得て、それを旗印に掲げ山賊行為（略奪・放火・誘拐・その他テロ活動など）を行った。また両シチリア王国（シチリア・ブルボン朝）の滅亡によってブルボン軍は解散されたが、上級将官のみがイタリア軍に編入された。職を失ったブルボン軍の一般兵卒の一部もブリガンテに加わり、活動が活発化した。

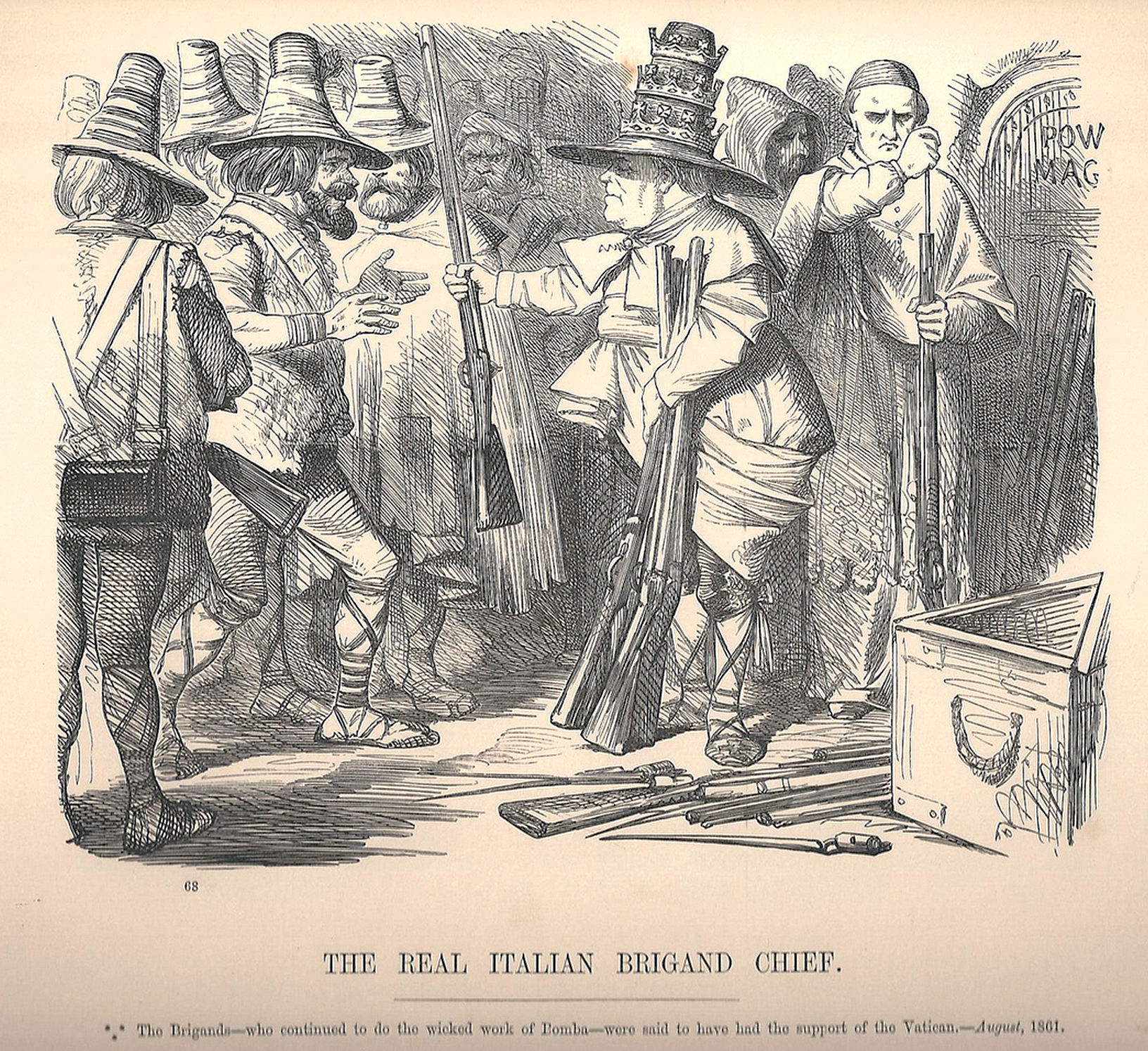
1861年にパンチに掲載された戯画。ブリガンテに銃を配布する教皇ピウス9世。

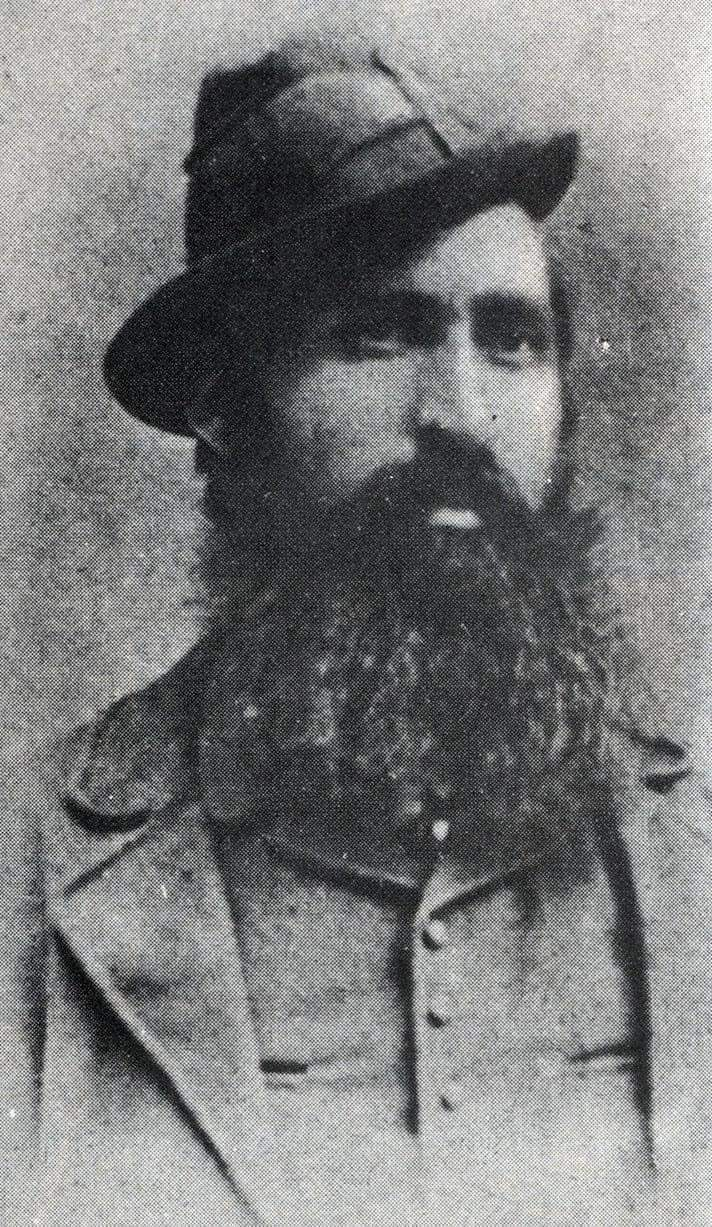
著名なブリガンテの一人、カルミネ・クロッコ

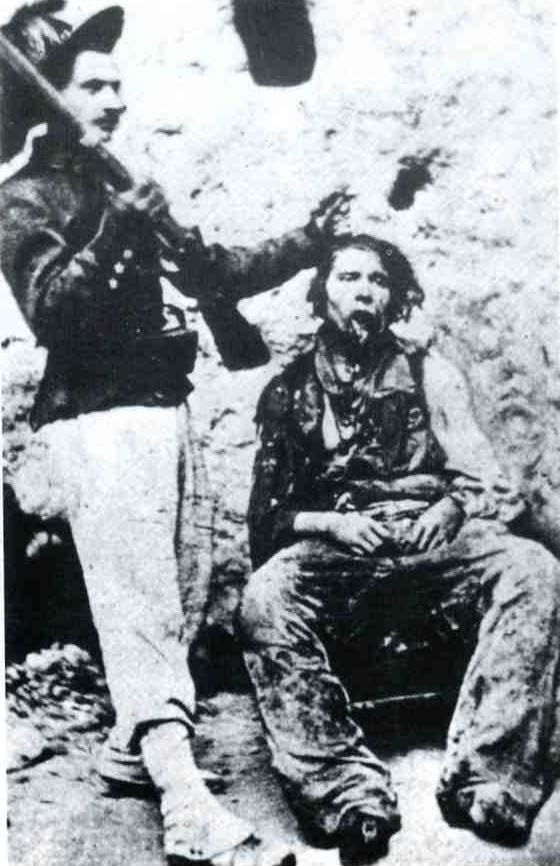
銃殺されたブリガンテ

歴史学者の小田原琳はブリガンテを「山賊と呼ばれているものの、実態は貧窮を訴え土地に関する要求を掲げる農民たちの反乱や、新王国（統一政府）と政治的に対立する旧両シチリア王国の王朝支持者たちや軍人、イタリア統一を認めがたい教皇庁などの勢力が複雑に絡み合ったもの」と定義している。ブリガンテの騒乱は南部と北部の内戦の様相を呈した。ブリガンテを巡る歴史認識にはイタリアで様々な論争があり、リソルジメント修正主義に立脚する歴史家はブリガンテを北部の侵略に対する抵抗運動だとみなし、それに懐疑的・批判的な歴史家はリソルジメント修正主義を、イタリア統一を否定する非愛国的な歴史観だと捉えている（一例としてサンテナ・カヴール城を管理するカヴール財団友の会は、ブリガンテの騒乱は南部でよく見られた山賊が両シチリア王国の滅亡に伴う混乱で活動を活発化させたものにすぎず、マルクス主義者らの言うブルジョア統一政府に対する階級闘争でもなければ、リソルジメント修正主義者らのいう南北間の内戦や北部に対するレジスタンス（抵抗運動）でもないという見解をホームページに掲載している）。
ブリガンテは南イタリア各地で活動したが、率いる集団が大規模なものもあり、ブリガンテのルイージ・アロンジは1860年12月にソーラの街を襲撃し、半月という短い期間だが街を占領することに成功している。ルイージ・アロンジは庁舎を襲撃して市長を殺害し、庁舎に掲げられていたヴィットーリオ・エマヌエーレ2世とガリバルディの肖像画を破棄し、フランチェスコ2世国王夫妻の肖像画に掛け替えた。
ブリガンテの活動の背景には教皇庁の後ろ盾があった。統一政府は、両シチリア王国を支配していたブルボン朝の悪政によって経済の発展が遅れ、反統一の騒乱が生じた（啓蒙がなされず近代的価値観が定着していない）とするのが基本スタンス（公式見解）だったが、教皇庁の公的機関誌『チヴィルタ・カットーリカ』は1861年2月に以下のような文を掲載し、統一政府の見解を批判しブリガンテの活動を評価した。
イタリア統一運動に反対する教皇庁は、ブリガンテに武器・弾薬・衣類・食料の提供を行い、教皇領の国境地帯に位置する教会施設もブリガンテに供与した。南イタリアでは聖職者が一般信徒に対して、イタリア統一に協力すれば破門され地獄に落ちると呼びかけた。イギリスの首相パーマストンは「南部の騒乱はフランチェスコ2世とローマ教皇ピウス9世の扇動によってもたらされているものだ」と英国議会で演説した。イタリア議会下院では、信者らによる教皇庁への献金を禁止することが真剣に議論されていた。
統一政府はブリガンテの鎮圧に乗り出した。1860年12月14日にカミッロ・カヴールは南イタリアやシチリアを「イタリアで最も腐敗した地域」と呼び、ブリガンテなど抵抗する南部住民を容赦なく弾圧するよう国王に上奏した。ロザリオ・ロメーオは「カヴールのエリート的自由主義の中にまぎれもなく存在する権威主義的な要素」と分析している（ただしロメーオは、カヴールが強硬な手段に出たのは将来南部が価値のある領土になり得ると考えたからこそで、それを否定すれば南部を併合すべきでなかったという極論に行き着くと擁護している）。カヴールは1861年3月の議会演説で「（ブリガンテに対して）議会で承認された強力な行動と効果的な解決法（軍事力の行使）を、私は適切に用いるであろう」と述べた。カヴールは創設されたばかりのイタリア軍に南部の抵抗運動を容赦なく鎮圧するよう命令した。
統一政府はブリガンテ鎮圧のためイタリア南部へ軍を派兵した。カヴール存命中の1861年（カヴールは1861年6月に死去）は南部に国軍約５万人を配備していたが、ブリガンテの活動激化で増員されていき、1864年には国軍の3分の2にあたる約12万人もの大軍が南部に駐屯していた。ブリガンテ鎮圧に従軍した北イタリアの若い世代は「野蛮な南部」という差別意識をさらに増大させた。
カヴール没後のイタリア議会は、ブリガンテを徹底的に取り締まるため1863年にピカ法を制定した。この法令は南イタリアで適用された。ブリガンテは軍事裁判で裁かれることになり、ブリガンテとその共犯が疑われる人物に対して強制指定居住を命じることが可能になった。この法令の問題点は「共犯者」の定義があいまいなことで、ブリガンテと無関係なその親族や友人のほか、共和主義者（民主主義者）や旧ブルボン朝支持者など統一政府にとって都合の悪い人物も無差別に逮捕され、南部住民の権利が抑圧された。ブリガンテの活動は南イタリアで顕著だったが、シチリアでも山賊行為が発生しており、1862年から1866年までシチリアで戒厳令が敷かれていた。ジュセッペ・ゴヴォーネ将軍はシチリアで「山賊らしい顔つきの人物は見かけ次第射殺する」ように命じ、虐殺が引き起こされた。治安当局がマフィアに協力を求め彼らにブリガンテを殺害させる事例も存在し、治安当局とマフィアの癒着が進んだ。ナポリでも混乱に乗じてカモッラが勢力を伸長させた（カモッラは両シチリア王国時代から、下層社会の治安維持・監獄の管理・左翼や反体制派へのリンチなど、あたかも警察の下部組織のような役割を担っていた）。
南部騒乱の犠牲者数については様々な説が存在する。主流説によれば国軍との交戦と治安当局の取り締まりによって、少なくとも5000人以上のブリガンテが戦死もしくは殺害されて命を落とし、8000人以上が逮捕されたという。極めて誇張の可能性が高いが、教皇庁の公的機関誌『チヴィルタ・カットーリカ』は「統一政府の弾圧による南部住民の犠牲者数は100万人」だと当時報じた。
貧困と差別にあえぐ南部では多くの住民が移民として海外へ渡った（イタリア系アメリカ人など）。メリディオナリストの経済学者フランチェスコ・サヴェリオ・ニッティは「南部住民の反乱の形態がブリガンテから移民へと変わった」といい、南部出身のジャーナリストアルド・デ・ヤーコは「ブリガンテはその後に続く様々な問題の意味、そして我が国の今日の諸問題の意味を見失いたくなければ、避けて通れない歴史の１ページである」と語っている。
南部出身の歴史家の一部やリソルジメント修正主義に立脚する歴史家は、千人隊の遠征を北イタリアによる不当な侵略だと捉え、サルデーニャ軍の南部侵攻を「宣戦布告すらない騙し討ちだった（中立のはずの教皇領を侵犯したため）」と捉えている。現在の南部では（日本の任侠のように）ブリガンテが英雄として語り継がれている事例が存在する。経済的発展が立ち遅れている南部は御荷物だとする見方（差別感情）は現代にも残り、1990年代に結党された北イタリアの地域政党北部同盟（現在は党名を「同盟」に改称）は、南イタリア・シチリアを切り離すことを目的として、イタリアを三つの国（北部・中部・南部）に分立させ連邦制を構築することを主張し、北イタリア人の支持を集めた。北部同盟はベルルスコーニ内閣に閣僚を送り込むまでに成長しリソルジメントの在り方が問われた。
イタリア統一に貢献した軍人として陸軍大将エンリコ・チャルディーニはイタリア各地で顕彰されているが、ブリガンテ鎮圧の任務にあたっていたときチャルディーニの命令によって南部住民の虐殺が引き起こされたとして、ナポリ市議会は2016年に商工会議所に設置されていたチャルディーニの胸像を撤去することを決議し、2017年にチャルディーニに贈られていた名誉市民の称号を抹消することを決議した。
- 教皇ピウス9世に謁見するフランチェスコ2世（教皇の左隣の燕尾服の人物）
- 当時の戯画。山賊の首領に見立てられたフランチェスコ2世。
- ルイージ・アロンジ（イタリア語版）（通称キアボーネ）が指揮するブリガンテ集団に食事を提供する修道院
- ブリガンテ鎮圧のためピカ法（イタリア語版）が適用された地域

#### ローマ問題
イタリア王国によるローマ併合によって俗界権力を失った教皇ピウス9世は自らをバチカンの囚人（prigioniero del Vaticano）と呼び、対決姿勢を崩さなかった。1871年5月にイタリア政府は教皇保障法(Legge delle Guarentigie) を制定し、教皇の地位の保証、年金の支給、そしてチッタ・レオニーナ（現在のバチカン市国の地域）における教皇庁の統治と独立を一方的に定めた。これに対し、教皇ピウス9世は即座に拒絶の回勅を発する。1874年には、「ノン・エクスペディト」（ふさわしくない：Non Expedit）を宣言し、イタリアの全てのカトリック教徒に対し、国政選挙への立候補と投票を禁じた。
教皇と断絶したイタリア政府だが、利益もあり、教皇に配慮することなくイタリア全土に対して修道院・宗教団体廃止法を施行することができ、教会の土地を没収し売却益を得た。もっとも、これらの土地は地主層に購入され、農民に配分されることはなかった。教皇庁とイタリア王国との断絶は、1929年に教皇庁とファシスト政権との間にラテラノ条約が締結されるまで50年以上続くことになる。

### イレデンタ回収主義と二つの世界大戦

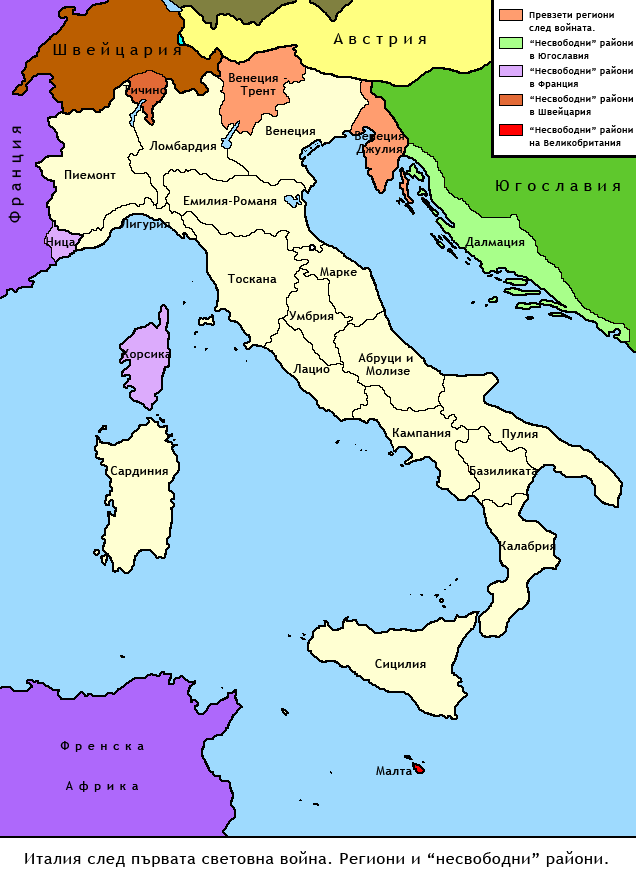
未回収のイタリア

イタリア人を単一国家に統一しようとするプロセスは19世紀には完了しなかった。依然として多数のイタリア人が国境外に居住しており、この状況は民族統一主義 (Irredentismo) を生み出した。
イレデンタ回収主義(Irredentismo italiano) はイタリア統一後に現れたイタリア・ナショナリズムの論点となった。この主張はイタリア人やイタリアに帰属したいと望む民族を統一しようとする運動である。これは正式な組織ではなく、オピニオン・ムーブメントであり、イタリアは自然国境に達せねばならないとする主張であった。同じような愛国またはナショナリズム思想は19世紀の欧州では一般的なものであった。
統一後の時代、一部の人々はイタリア王国の現状に不満を抱いており、イレデンタ回収主義はイタリア統一後もなお外国の支配下にあるイタリア人全てを解放するという大義を自認していた。その土地で話されている言語が彼らが解放すべきイタリア人地域の根拠となり、具体的にはトレンティーノ、トリエステ、ダルマチア、イストリア、ゴリツィア、ティチーノ、ニース（ニッツァ）、コルシカ島そしてマルタである。
第一次世界大戦が勃発した時、イタリアはドイツ、オーストリアと三国同盟を結んでいたが、この同盟の参戦要件が加盟国が先に攻撃受けた時となっていたことを理由に中立に留まった。オーストリアはイタリアの中立を望んでいたが、三国協商（英仏露）は参戦を要請した。1915年4月に締結されたロンドン条約により、イタリアはフリウリ、トレンティーノとダルマチアといった未回収地の領有を条件に中央同盟国に対して宣戦布告した。当時のイタリア議会の大半は中立派であったが、サランドラ 首相は参戦運動を利用した脅迫的手段で中立派議員を屈服させて開戦に踏み切っている。終戦後のサン＝ジェルマン条約でイタリアはイストリアと南チロルの併合に成功しており、各々ヴェネツィア・ジュリアとトレンティーノになった。だが、この第一次世界大戦でイタリアは第二次世界大戦を凌ぐ141万人もの死傷者を出しており、戦後は国民の不満から政情が不安定になり、ベニート・ムッソリーニのファシスト政権の成立を促すこととなった。
第二次世界大戦が勃発し、枢軸国がユーゴスラビアを侵略した後、イタリアはダルマチア行政区（Governatorato di Dalmazia：1941 年から1943年9月）を創設した。これによりイタリア王国は一時的ではあるスプリト、コトルとダルマチア沿岸の大部分を併合することになった。また、ヴィシー・フランス占領作戦により、1942年から1943年までフランス領のサヴォワ、コルシカそしてニースがイタリア軍に占領されており、イレデンタ回収主義の目標がほぼ満たされた。だが、ファシスト政権の敗北により、第二次世界大戦中に獲得したこれらの回収地の全てが失われることになった。
第二次世界大戦以後、イレデンタ回収主義はイタリア政治から消滅した。1947年のパリ講和条約によりトリエステ自由地域（1954年にイタリアとユーゴスラビアに分割）を除くイストリア半島がユーゴスラビアに割譲されることになった。イストリアとダルマチアのイタリア系住民は数千人が残っただけであり、約30万人がイタリアに避難した（イストリア難民）。
| イレデンタ回収主義で領有主張がなされた地域 |
| --- |
| - オーストリア＝ハンガリー帝国領（第一次世界大戦後に併合）:トレンティーノ、トリエステ、イストリア、ゴリツィア - オーストリア＝ハンガリー帝国領→ユーゴスラビア王国領（第二次世界大戦中に併合）:ダルマチア - フランス領（第二次世界大戦中に占領）:サヴォイア（サヴォワ）、ニッツァ（ニース）、コルシカ島 |
| - スイス領:ティチーノ州とグラウビュンデン州の一部 - イギリス領:マルタ島 |

### 分離運動
先に述べた通り19世紀にもイタリア統一運動の反対者は存在していた（特に併合された諸国）。この地域主義への支持は現代にも続いている。政党活動に代表される2つの主要な分離運動が存在しており、北部の北部同盟 (Lega Nord) と南部のシチリア独立運動 (M.I.S.) である。南部の分離運動は主に王国政府に対する民衆蜂起に由来している（両シチリア独立運動）。北部同盟は国会に議員を送り込んでおり、以前は国政選挙での得票率は5%に満たなかったが、2008年の総選挙では全国レベルで8%を獲得し躍進を遂げている。
ヴェネト地方では自治または独立に向けた機運が高まっている。2009年の選挙では同地方の北部同盟の得票率は28.4%、与党自由の人民（PDL）は29.3%に達した。PDLの主導的議員の中にはイタリア国家の枠組み内でヴェネト地方に自治権（独立ではない）を与える意向を示す者もいる。
ボルツァーノ自治県には多数派ドイツ系住民を中心とした完全自治またはオーストリアとの統合を目的とする分離運動があり、この運動は第二次世界大戦後に強まった。分離主義政党は現在でも存在しているが、イタリア政府が自治権を拡大したことによって沈静化している。

## 評価
統一直後のリソルジメント研究はサヴォイア王家や偉人英雄を称揚する愛国主義的なものであり、学術性に乏しかったが、その一方で、この時期に史料の収集が進められ文献学的リソルジメント研究の基礎が形成された。愛国主義的な官製リソルジメント解釈に対しては社会主義的観点からの批判が行われている。
第一次世界大戦後にはベネデット・クローチェやアドルフォ・オモデーオの自由主義史観が主流となった。自由主義的史観ではリソルジメントをイタリア一国のみの動きではなく、ヨーロッパにおける自由主義運動の一環と捉えており、クローチェはリソルジメントを近代自由主義勝利の範例として「19世紀ヨーロッパの傑作」であると肯定的に評価した。ファシスト政権時代にはリソルジメントはサルデーニャ王国による覇権確立に留まるものではなく、民族全体の復興事業であったと位置付けられている。
第二次世界大戦後に共和制に移行して自由な王制批判が可能になると、ファシズムの民族復興神話はもちろん、クローチェの自由主義史観にも批判が加えられるようになった。この動きの中で最も影響力があったものが、ファシスト政権時代に弾圧され死亡した共産党指導者アントニオ・グラムシの「獄中ノート」である。1949年に公刊された「獄中ノート」でグラムシは統一の過程でジャコバン主義が欠けていたことを指摘し、その為にリソルジメントは大衆参加を排除した不完全なブルジョワ革命・「受動的な革命」に留まったと批判しており、また従来の研究が無視してきたリソルジメントとフランス革命との関連を考察した。
戦後期にはグラムシを支持するマルクス主義研究者とこれを批判するロザリオ・ロメーオをはじめとする研究者の間で盛んに論争が行われ、それまで軽視されてきた民主派の動向やリソルジメントで成立した自由主義国家がファシズム国家に変容する過程が研究されるようになった。
リソルジメント専門の研究誌としては、1908年創刊の『リソルジメント史評論』(Rassegna storica del Risorgimento) がある。

## モニュメントと祝典
ローマ市のヴィットーリオ・エマヌエーレ2世記念堂はヴィットーリオ・エマヌエーレ2世とイタリア統一の偉業を称えた建築物である。建設はヴィットーリオ・エマヌエーレ2世が薨去した1878年に決定され、1882年に建設用地にカンピドリオが選定され、1884年には設計者として当時28歳のジュゼッペ・サッコーニが選ばれた。建設は1885年に始められ、このモニュメントは1911年に落成したが、細部についてはファシスト時代に追加変更がなされている。
2011年はイタリア王国成立から150周年にあたり、イタリア統一を記念して、ローマや最初の首都トリノをはじめとするイタリア各地で祝典や展示会が開催された。
イタリア統一150周年を記念して、2010年に作曲家ロレンツォ・フェレーロがオペラ Risorgimento を制作している。

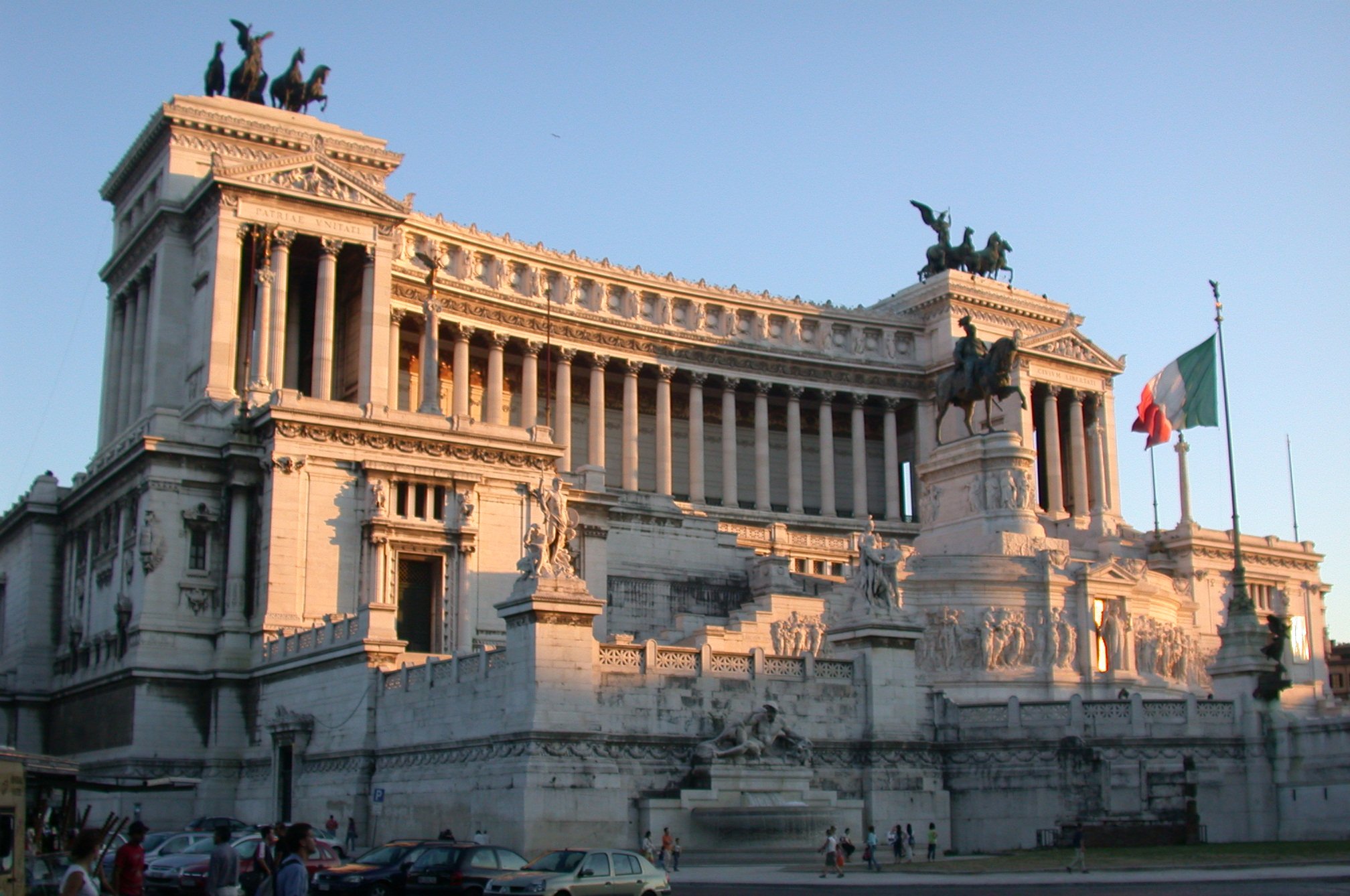
ヴィットーリオ・エマヌエーレ2世記念堂
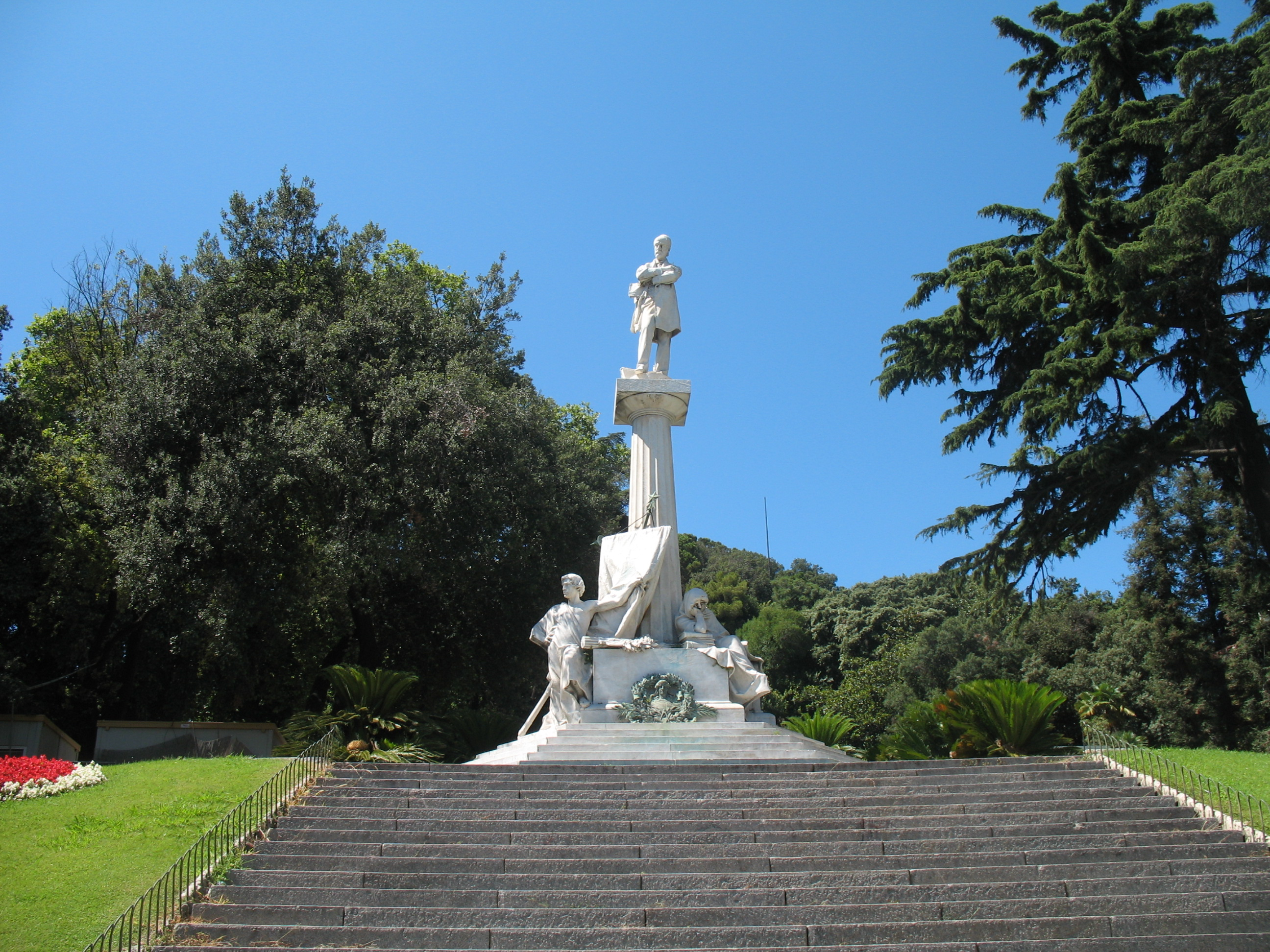
ジュゼッペ・マッツィーニのモニュメント。ジェノヴァ
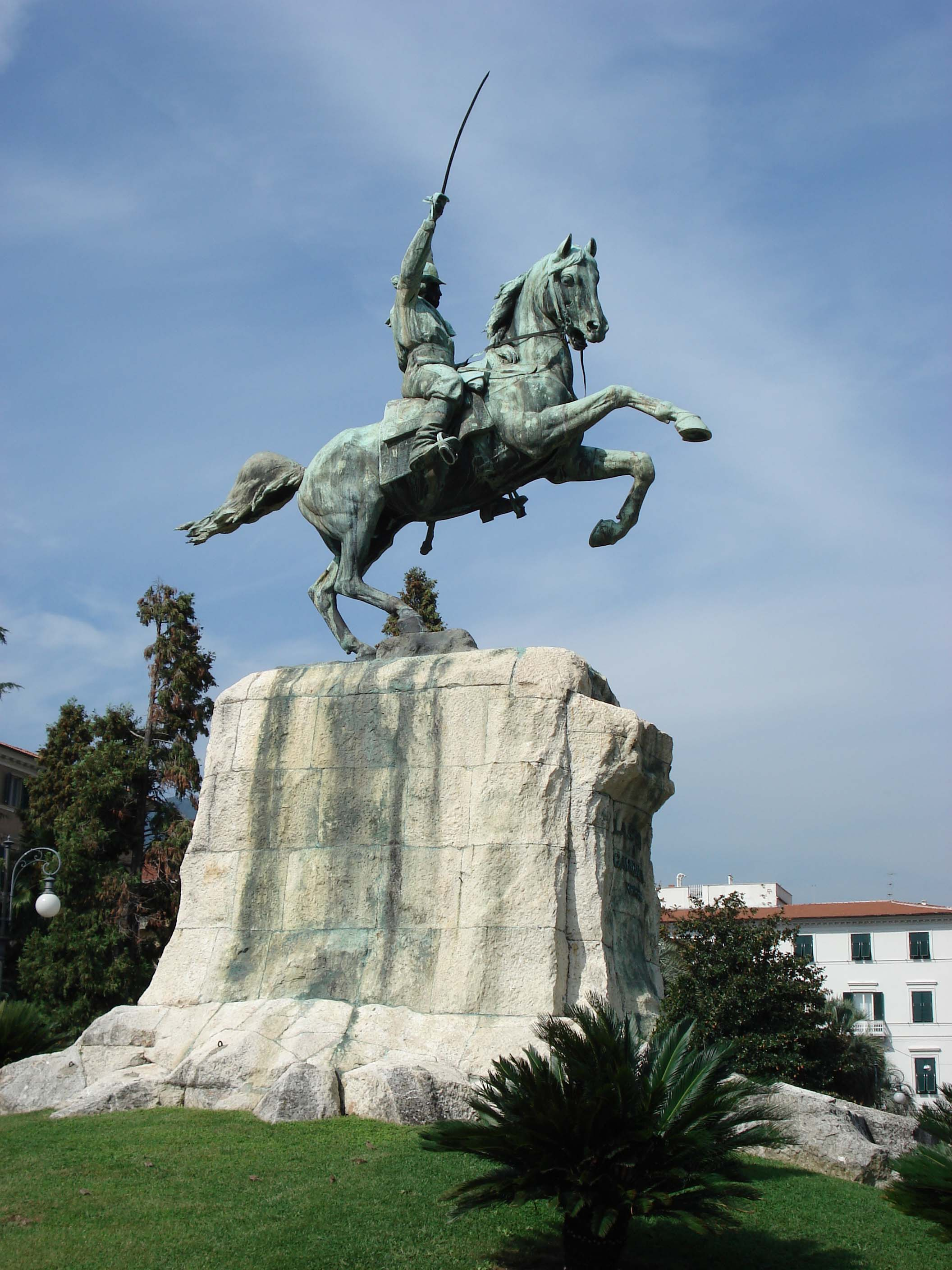
ジュゼッペ・ガリバルディ乗馬像モニュメント(it)。ラ・スペツィア
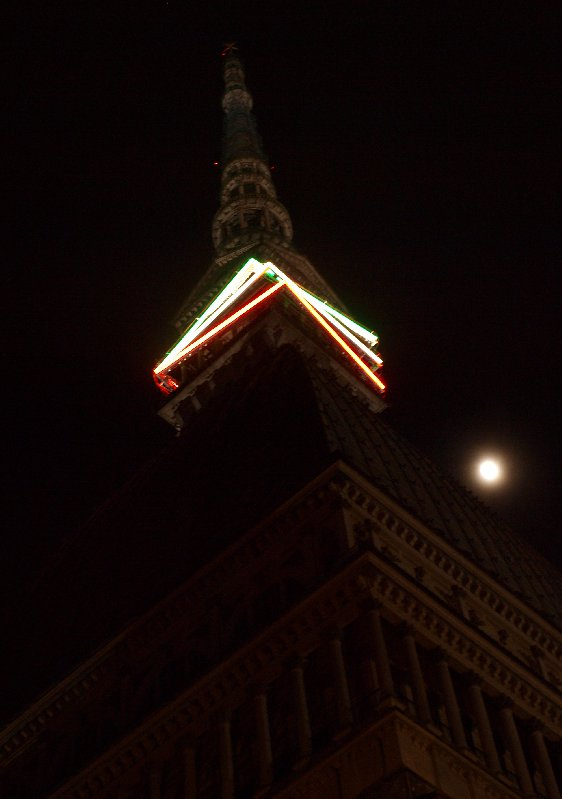
イタリア統一150周年を記念して三色旗様にライトアップしたトリノ市のモーレ・アントネリアーナ

## 映像作品
ジュゼッペ・トマージ・ディ・ランペドゥーサの歴史小説『山猫』(Il gattopardo) は、イタリア統一を時代背景としており、この小説を原作とした映画『山猫』が1963年にルキノ・ヴィスコンティ監督によって制作された。この作品ではバート・ランカスターが題名と同じ紋章を持つ主人公のサリーナ公爵を演じており、彼のリソルジメントに対する反応と貴族社会の没落が描かれている。この作品は第16回カンヌ国際映画祭でグランプリを受賞した。
その他、この時代を題材とした映画には以下のものがある。
- 1860（1934年）、監督：アレッサンドロ・ブラゼッティ
- Piccolo mondo antico（1941年）、監督：マリオ・ソルダーティ
- Un garibaldino al convento（1942年）、監督：ヴィットリオ・デ・シーカ
- 『夏の嵐』Senso（1954年）、監督：ルキノ・ヴィスコンティ
- Garibaldi（1961年）、監督：ロベルト・ロッセリーニ
- 1870（1971年）、監督：アルフレード・ジャンネッティ
- Li chiamarono... briganti!（1999年）、監督：パスクアーレ・スクイティエリ（英語版）
- 『副王家の一族』I Viceré[364]（2007年）、監督：ロベルト・ファエンツァ
- 『われわれは信じていた』[365]Noi credevamo（2010年）、監督：マリオ・マルトーネ

（詳細な一覧はイタリア語版を参照）